# Cleopatra
Cleopatra VII Thea Filopátor —en griego antiguo: Κλεοπᾰ́τρᾱ Φιλοπάτωρ, romanizado: Kleopátrā Philopátōr— (69 a. C.-10 o 12 de agosto de 30 a. C.), conocida como Cleopatra, fue la última gobernante de la dinastía ptolemaica del Antiguo Egipto, aunque nominalmente la sucedió como faraón su hijo Cesarión. También fue diplomática, comandante naval, lingüista y escritora de tratados médicos. Era descendiente de Ptolomeo I Sóter, fundador de la dinastía ptolemaica, un general grecomacedonio de Alejandro Magno. Tras su muerte, Egipto se convirtió en provincia del Imperio romano, lo que marcó el final del período helenístico que se había iniciado con el reinado de Alejandro (336-323 a. C.). Aunque su lengua materna era la koiné griega, fue la primera soberana ptolemaica en aprender el idioma egipcio.En 58 a. C. presuntamente acompañó a su padre, Ptolomeo XII, durante su exilio en Roma tras una revuelta en Egipto (para entonces un Estado cliente de Roma), lo que permitió que su hermana mayor, Berenice IV, reclamara el trono de Ptolomeo. Berenice murió en batalla en 55 a. C., cuando su padre volvió a Egipto con ayuda militar romana. Cuando Ptolomeo murió en 51 a. C., Cleopatra y su hermano menor, Ptolomeo XIII, accedieron al trono como corregentes, pero la ruptura entre ambos desató una guerra civil.
Tras la derrota sufrida en 48 a. C. en la batalla de Farsalia por parte de su rival Julio César durante la segunda guerra civil romana, el estadista romano Pompeyo el Grande huyó a Egipto. Pompeyo había sido aliado político del padre de Cleopatra, pero a sugerencia de los eunucos de su corte, Ptolomeo XIII ordenó emboscar y asesinar a Pompeyo mientras César ocupaba Alejandría en persecución de su enemigo. Como cónsul de la República romana, César trató de reconciliar a Ptolomeo XIII con su hermana Cleopatra, pero Potino el Eunuco, consejero principal del monarca egipcio, creía que los términos que proponía el cónsul beneficiaban a Cleopatra, por lo que sus fuerzas sitiaron a César y Cleopatra en Alejandría. El asedio se levantó gracias a la llegada de aliados de César a comienzos de 47 a. C. y Ptolomeo XIII murió poco después en la batalla del Nilo. Arsínoe IV, media hermana de Cleopatra que había liderado el asedio, se exilió en Éfeso. César, ya elegido dictador, declaró a Cleopatra y a su hermano menor Ptolomeo XIV cogobernantes de Egipto. Sin embargo, el general romano inició una relación sentimental privada con Cleopatra de la que nació Cesarión. Cleopatra viajó a Roma en 46 y 44 a. C. como reina vasalla y se alojó en la villa de César. Cuando este fue asesinado en 44 a. C., Cleopatra intentó que su hijo fuera designado heredero, pero no pudo debido al ascenso al poder de Octavio (posteriormente conocido como Augusto y que sería el primer emperador de Roma en 27 a. C.). Entonces, Cleopatra ordenó asesinar a su hermano Ptolomeo XIV y elevó a su hijo Cesarión como corregente de Egipto, con el nombre de Ptolomeo XV.
Durante la tercera guerra civil de la República romana (43-42 a. C.), Cleopatra se alió con el Segundo Triunvirato, formado por Octavio (sobrino nieto y heredero de César), Marco Antonio y Lépido. Tras su encuentro en Tarso en 41 a. C., la gobernante egipcia inició una relación con Marco Antonio de la que nacieron tres hijos: Alejandro Helios, Cleopatra Selene II y Ptolomeo Filadelfo. Antonio usó su autoridad como triunviro para ejecutar a Arsínoe IV, cumpliendo el deseo de Cleopatra, y se apoyó cada vez más en la reina egipcia tanto para obtener financiación como ayuda militar durante sus invasiones del imperio parto y del Reino de Armenia. En las Donaciones de Alejandría, los hijos de Cleopatra con Marco Antonio fueron nombrados gobernantes sobre varios territorios bajo la autoridad de Antonio. Este hecho, unido al matrimonio de Marco Antonio con Cleopatra después de su divorcio de Octavia la Menor, hermana de Octavio, desató la cuarta guerra civil de la República romana. Después de iniciar una guerra de propaganda, Octavio forzó a huir a los aliados de Antonio en el senado romano y le declaró la guerra a Cleopatra en 32 a. C. La flota de guerra de Marco Antonio y Cleopatra fue derrotada por la de Octavio, bajo el mando de su general Agripa, en la batalla de Accio en 31 a. C., tras lo cual las tropas romanas de Octavio invadieron Egipto en 30 a. C. y derrotaron a las de Antonio, tras lo cual éste se suicidó. Cuando Cleopatra se enteró de que Octavio pretendía llevarla a Roma para exhibirla durante su procesión de triunfo, también se suicidó tomando veneno, si bien popularmente se cree que lo hizo dejándose morder por un áspid.
El legado de Cleopatra permanece en numerosas obras de arte, tanto antiguas como modernas y numerosas dramatizaciones de su vida en la literatura y otros medios. Varias obras de la historiografía romana y la poesía latina retratan a la reina de Egipto, generalmente brindando una perspectiva negativa y polémica de su semblanza, perspectiva que pervivió en la literatura medieval y renacentista. Las artes visuales de la antigüedad representaron a Cleopatra en monedas romanas y ptolemaicas, esculturas, bustos, relieves, vasijas de cristal, camafeos y pinturas. Fue tema de muchas obras del arte renacentista y barroco, como esculturas, pinturas, poemas y obras de teatro como Antonio y Cleopatra (1608), de William Shakespeare, y óperas como Julio César en Egipto (1724), de Händel. En tiempos recientes, ha aparecido tanto en bellas artes como en artes aplicadas, en sátiras burlescas, en películas de Hollywood como Cleopatra (1963) interpretada por Elizabeth Taylor, o como imagen de marcas comerciales, por lo que desde el siglo XIX es un icono pop de la «egiptomanía».

## Etimología
La forma latina de Cleopatra proviene del griego antiguo Kleopátrā (en griego: Κλεοπᾰ́τρᾱ), que significa «gloria de su padre» en la forma femenina. Este se deriva de kléos (κλέος) ‘gloria’ y patḗr (πᾰτήρ) ‘padre’, utilizando el genitivo patros (πατρός). La forma masculina se habría escrito como Kleópatros (Κλεόπᾰτρος) o Pátroklos (Πάτροκλος).
Cleopatra era el nombre de la hermana de Alejandro Magno, así como el de Cleopatra Alcíon, esposa de Meleagro en la mitología griega. A través del matrimonio de Ptolomeo V Epífanes y Cleopatra I Sira (una princesa seléucida), el nombre se introdujo en la dinastía ptolemaica. El título adoptado por Cleopatra Theā́ Philopátōra (Θεᾱ́ Φιλοπάτωρα) significa «diosa que ama a su padre».
En cuanto a la acentuación, la bibliografía en español utiliza las formas Filopator, Filópator y Filopátor, optándose a lo largo de este artículo por la última, de acuerdo con la transcripción al español de los nombres propios griegos en Galiano (1969, p. 81).

## Biografía

### Contexto histórico

Los reinos de los diádocos en

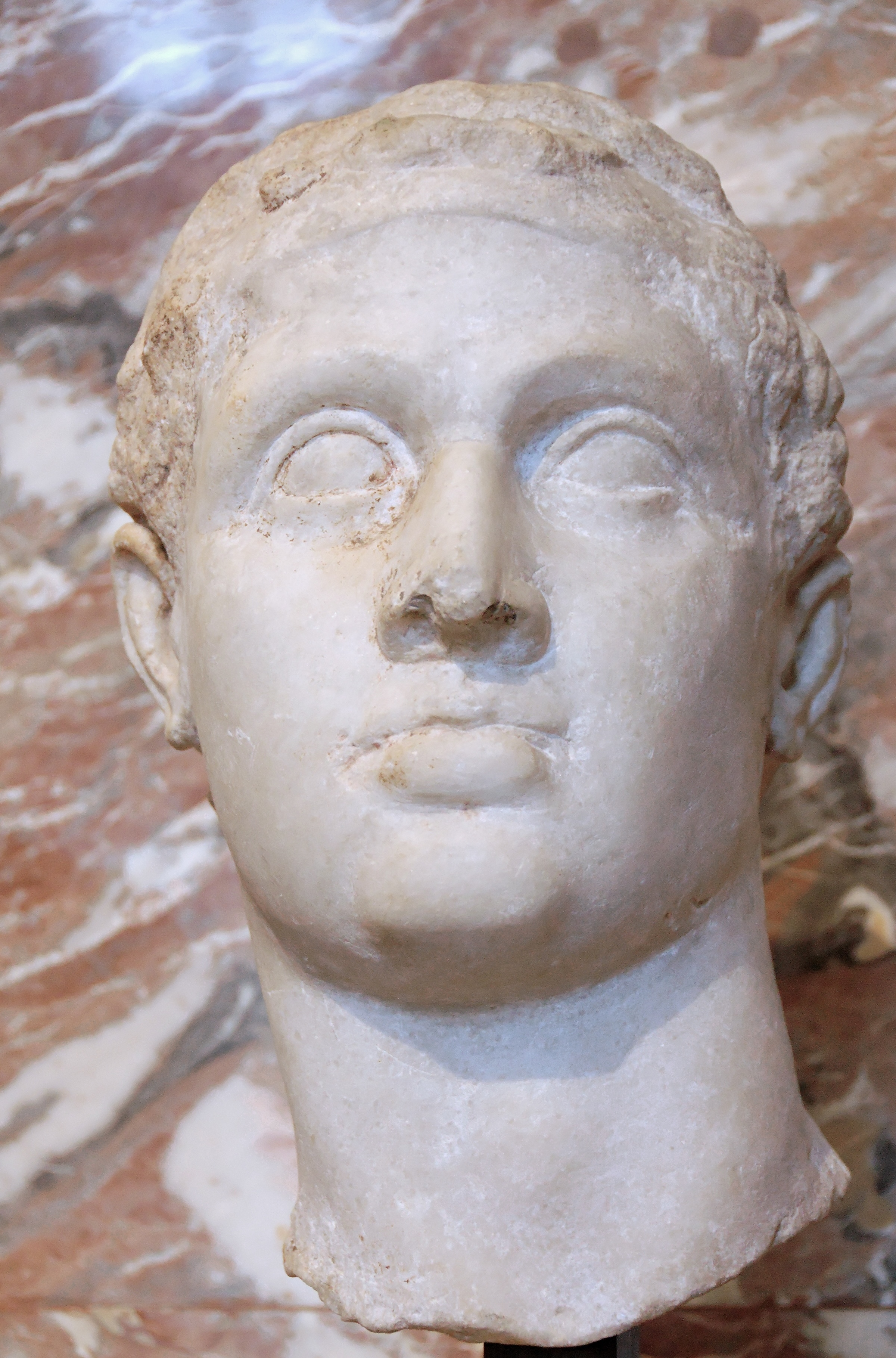
Retrato helenístico de Ptolomeo XII Auletes, padre de Cleopatra, expuesto en el Louvre.

Los faraones ptolemaicos eran coronados por el sumo sacerdote de Ptah en Menfis (Egipto), pero residían en Alejandría, ciudad multicultural y mayoritariamente griega, establecida por Alejandro Magno de Macedonia. Hablaban griego y gobernaban Egipto como monarcas griegos helenísticos, negándose a aprender el idioma egipcio nativo. Por el contrario, Cleopatra hablaba varios idiomas antes de alcanzar la edad adulta y fue la primera gobernante ptolemaica en aprender el idioma egipcio. Según Plutarco, también hablaba etíope, troglodita, hebreo (o arameo), árabe, sirio (tal vez siríaco), medo, parto y latín, aunque sus contemporáneos romanos quizás preferiesen hablar con ella en su griego koiné nativo. Su conocimiento de todos estos idiomas también reflejaba su deseo de restaurar los territorios del norte de África y Asia occidental que una vez pertenecieron al Reino ptolemaico.
El intervencionismo romano en Egipto precedió al reinado de Cleopatra. Cuando Ptolomeo IX Látiro murió a finales de 81 a. C., lo sucedió su hija Berenice III. Sin embargo, con la oposición en la corte real a la idea de una monarca femenina única reinante, Berenice III aceptó casarse y gobernar conjuntamente con su primo e hijastro Ptolomeo XI Alejandro II, arreglo impuesto por el dictador romano Sila. Ptolomeo XI hizo matar a su esposa poco después de su matrimonio en 80 a. C., pero fue linchado en los disturbios resultantes en Alejandría al conocerse la noticia del asesinato. Ptolomeo XI, y tal vez su tío Ptolomeo IX o su padre Ptolomeo X Alejandro I, dispusieron el Reino Ptolemaico a Roma como garantía real de préstamos, de modo que los romanos tenían bases legales para apoderarse de Egipto, su Estado cliente, después del asesinato de Ptolomeo XI. En lugar de eso, los romanos prefirieron dividir el reino ptolemaico entre los hijos ilegítimos de Ptolomeo IX, otorgando Chipre a Ptolomeo de Chipre y Egipto a Ptolomeo XII Auletes.

### Primeros años
Cleopatra nació a principios del año 69 a. C. de la unión del faraón reinante Ptolomeo XII y una madre sobre la que no hay certeza, posiblemente la esposa de Ptolomeo XII Cleopatra VI Trifena (también conocida como Cleopatra V), madre de la hermana mayor de Cleopatra, Berenice IV Epifena. Cleopatra Trifena desaparece de los registros oficiales unos meses después del nacimiento de Cleopatra en 69 a. C. Los tres hijos menores de Ptolomeo XII (la hermana de Cleopatra, Arsínoe IV; y los hermanos Ptolomeo XIII Teos Filopátor y Ptolomeo XIV) nacieron en ausencia de su esposa. El tutor de infancia de Cleopatra fue Filóstrato, de quien aprendió las artes de la oratoria y la filosofía griega. Durante su juventud, presumiblemente estudió en el Museion (que incluía la Biblioteca de Alejandría).

### Reinado y exilio de Ptolomeo XII
En 65 a. C. el censor romano Marco Licinio Craso argumentó ante el Senado romano que Roma debía anexionar al Egipto ptolemaico, pero su proyecto de ley y otro similar del tribuno Servilio Rulo en 63 a. C. fueron rechazados. Ptolomeo XII respondió a la amenaza de una posible anexión ofreciendo remuneraciones y generosos obsequios a poderosos estadistas romanos, como a Pompeyo durante su campaña contra Mitrídates VI de Ponto, o Julio César tras su elección como cónsul romano en 59 a. C. El comportamiento derrochador de Ptolomeo XII lo llevó a la quiebra y se vio obligado a obtener préstamos del banquero romano Cayo Rabirio Póstumo.

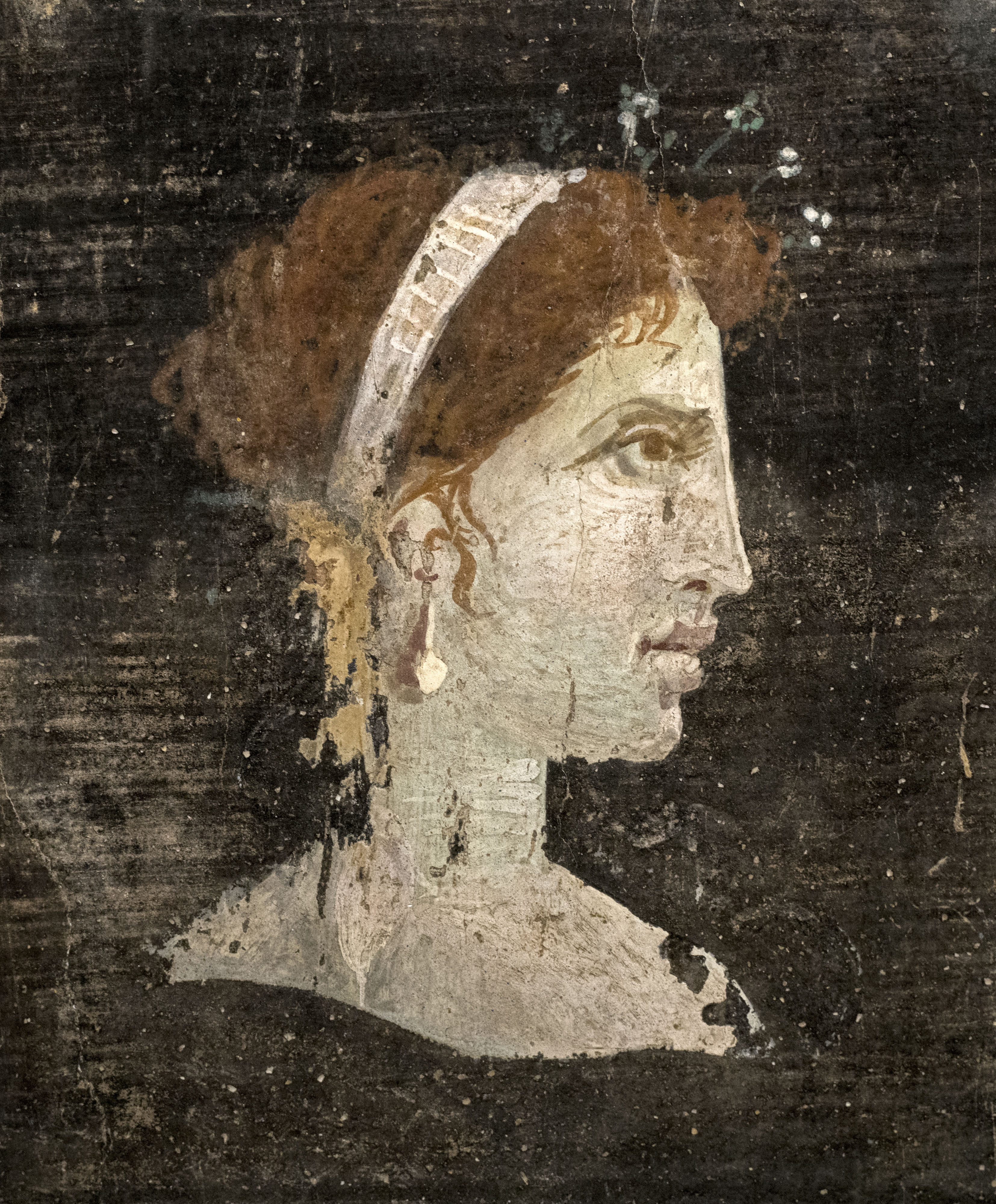
Posiblemente un retrato póstumo de Cleopatra con el pelo rojo y sus facciones distintivas, con una diadema real y horquillas con incrustaciones de perlas, encontrado en Herculano,

En el año 58 a. C. los romanos anexionaron Chipre a su imperio y, bajo acusaciones de piratería, Ptolomeo de Chipre, hermano de Ptolomeo XII, decidió suicidarse en lugar de exiliarse en Pafos. Ptolomeo XII guardó silencio público sobre la muerte de su hermano, una decisión que, junto con la de ceder territorio tradicionalmente ptolemaico a los romanos, dañó su credibilidad entre los súbditos ya enfurecidos por sus políticas económicas. Ptolomeo XII, ya fuera a la fuerza o voluntariamente, se exilió de Egipto viajando primero a Rodas, luego a Atenas y finalmente a la villa del triunviro Pompeyo en las colinas de Albanos, cerca de Palestrina, Italia, donde pasó casi un año en las afueras de Roma, aparentemente acompañado por su hija Cleopatra, que por entonces tenía unos 11 años. Berenice IV envió una embajada a Roma para abogar por su derecho al reino y oponerse a la restitución de su padre Ptolomeo XII, pero Ptolomeo asesinó a los líderes de la embajada, un incidente que fue encubierto por sus poderosos partidarios romanos. Cuando el Senado romano negó a Ptolomeo XII su petición de una escolta armada y provisiones para su regreso a Egipto, decidió abandonar Roma a finales del 57 a. C. y residir en el Templo de Artemisa en Éfeso.
Los financieros romanos de Ptolomeo XII seguían decididos a restaurarlo al poder. Pompeyo persuadió a Aulo Gabinio, el gobernador romano de Siria, a invadir Egipto y restaurar a Ptolomeo XII, ofreciéndole 10 000 talentos para esta misión. Aunque esto lo puso en desacuerdo con la legislación romana, Gabinio invadió Egipto en la primavera del año 55 a. C. a través de la Judea asmonea, donde Hircano II hizo que Antípatro de Idumea, padre de Herodes I el Grande, abasteciera al ejército dirigido por los romanos.Para entonces un joven oficial de caballería, Marco Antonio estaba bajo las órdenes de Gabinio, y se distinguió al evitar que Ptolomeo XII masacrara a los habitantes de Pelusio y por rescatar el cuerpo de Arquelao, el esposo de Berenice IV, después de que lo mataran en la batalla, asegurándole un entierro real apropiado. Cleopatra, por entonces de unos 14 años de edad, habría viajado con la expedición romana a Egipto; años más tarde, Antonio declararía que se había enamorado de ella en ese tiempo.
Gabinio fue llevado a juicio en Roma por abusar de su autoridad. Aunque al principio fue absuelto, un segundo juicio por aceptar sobornos lo condenó al exilio, del que fue repuesto por César siete años más tarde, en el 48 a. C. Craso lo reemplazó como gobernador de Siria y extendió su mando provincial a Egipto, pero fue asesinado por los partos en la batalla de Carras en 53 a. C. Ptolomeo XII hizo ejecutar a Berenice IV y sus adinerados partidarios, apoderándose de sus propiedades. Permitió que los Gabiniani, la guarnición romana de Gabinio compuesta en gran parte por germanos y galos, hostigara a la población en las calles de Alejandría e instaló a su financiador romano Rabirio como su responsable de finanzas.
Un año después, Rabirio fue puesto bajo custodia protectora y enviado de regreso a Roma al ver que su vida corría peligro por agotar los recursos en Egipto. A pesar de tales problemas, Ptolomeo XII redactó un testamento designando a Cleopatra y Ptolomeo XIII como sus coherederos, supervisó importantes proyectos de construcción como el Templo de Edfu y un templo en Dendera y estabilizó la economía. El 31 de mayo de 52 a. C., Cleopatra fue nombrada regente de Ptolomeo XII, como lo indica una inscripción en el Templo de Hathor en Dendera. Rabirio no pudo cobrar la totalidad de la deuda de Ptolomeo XII en el momento de su muerte, por lo que la deuda pasó a sus sucesores Cleopatra y Ptolomeo XIII.

### Ascensión al trono
Ptolomeo XII murió en algún momento anterior al 22 de marzo de 51 a. C., cuando Cleopatra, en su primer acto como reina, inició su viaje a Hermontis, cerca de Tebas, por el descubrimiento de un nuevo Bujis, toro sagrado adorado como intermediario del dios Montu en la religión del Antiguo Egipto. Cleopatra tuvo que enfrentarse con varios problemas apremiantes y emergencias poco después de ascender al trono, como la hambruna causada por la sequía y un bajo nivel de la inundación anual del Nilo, así como el comportamiento anárquico de los Gabiniani, los soldados de la guarnición dejada por Gabinio que quedaron en Egipto, ahora desempleados y asimilados como romanos. Heredera de las deudas de su padre, Cleopatra también le debía a la República Romana 17,5 millones de dracmas.
En 50 a. C., Marco Calpurnio Bíbulo, procónsul de Siria, envió a sus dos hijos mayores a Egipto, muy probablemente para negociar con los Gabiniani y reclutarlos como soldados en la desesperada defensa de Siria contra los partos. Sin embargo, los Gabiniani torturaron y asesinaron a ambos, tal vez alentados en secreto por importantes administradores deshonestos de la corte de Cleopatra. Cleopatra le envió a Bíbulo a los Gabiniani culpables como prisioneros esperando su juicio, pero este los mandó de vuelta y la reprendió por interferir en su proceso indicándole que era prerrogativa del Senado romano. Bíbulo, aliado de Pompeyo en la guerra civil de la república, no pudo evitar que César consiguiera una flota naval en Grecia, lo que en última instancia permitió que llegara a Egipto en persecución de Pompeyo, acelerando la victoria final de César.
Para el 29 de agosto del año 51 a. C., los documentos oficiales egipcios comenzaban a mencionar a Cleopatra como única gobernante, prueba de que había rechazado a su hermano Ptolomeo XIII como corregente. Probablemente se había casado con él, de acuerdo con la costumbre, pero no hay constancia escrita de ello.La tradición ptolemaica del matrimonio entre hermanos la introdujeron Ptolomeo II y su hermana Arsínoe II; sus contemporáneos griegos aborrecían esa antigua práctica egipcia. Sin embargo, para la época del reinado de Cleopatra, se consideraba un arreglo normal entre gobernantes ptolemaicos.
A pesar del rechazo de Cleopatra, Ptolomeo XIII todavía conservaba poderosos aliados, especialmente el eunuco Potino, su tutor durante su infancia, regente y administrador de sus propiedades; además de Aquilas, prominente comandante militar; y Teodoto de Quíos, otro de sus tutores. Parece que Cleopatra intentó una alianza efímera con su hermano Ptolomeo XIV, pero para el otoño del 50 a. C., Ptolomeo XIII había tomado la delantera en el conflicto entre ellos y comenzado a firmar documentos con su nombre antes que el de su hermana, seguido del establecimiento de su primera fecha de reinado en el 49 a. C.

### Asesinato de Pompeyo

Retrato romano de Pompeyo realizado durante el reinado de Augusto, copia de un original del 70-, expuesto en el Museo Arqueológico Nacional de Venecia.

En el verano de 49 a. C., Cleopatra y sus tropas seguían luchando contra Ptolomeo XIII en Alejandría, cuando llegó Cneo Pompeyo, hijo de Pompeyo, en busca de ayuda militar para su padre. Después de regresar a Italia de las guerras en la Galia y cruzar el Rubicón en enero de 49 a. C., César había obligado a Pompeyo y sus seguidores a huir a Grecia. En lo que quizás fue su último decreto conjunto, tanto Cleopatra como Ptolomeo XIII aceptaron la petición de Cneo Pompeyo y enviaron a su padre 60 barcos y 500 tropas, incluidos los Gabiniani, acción que ayudó a borrar parte de la deuda con Roma. Al estar perdiendo la lucha contra su hermano, Cleopatra se vio obligada a huir de Alejandría y retirarse a la región de Tebas. En la primavera de 48 a. C. viajó a la Siria romana con su hermana pequeña, Arsínoe IV, para reunir una fuerza de invasión para dirigirse a Egipto. Regresó con un ejército, pero su avance hacia Alejandría fue bloqueado por las fuerzas de su hermano, incluidos algunos Gabiniani movilizados para luchar contra ella, por lo que acampó a las afueras de Pelusio, en el delta oriental del Nilo.
En Grecia, las fuerzas de César y Pompeyo se enfrentaron en la decisiva batalla de Farsalia el 9 de agosto de 48 a. C., lo que provocó la destrucción de la mayor parte del ejército de Pompeyo y su huida forzada a Tiro. Dada su estrecha relación con los ptolomeos, Pompeyo finalmente decidió refugiarse en Egipto, donde podría reponer sus fuerzas. Sin embargo, los consejeros de Ptolomeo XIII temían la posibilidad de que Pompeyo usara Egipto como base en una prolongada guerra civil romana. En una conspiración ideada por Teodoto, consejero de Ptolomeo, Pompeyo llegó en barco cerca de Pelusio tras ser invitado mediante un mensaje escrito, solo para ser emboscado y apuñalado hasta matarlo el 28 de septiembre de 48 a. C. Ptolomeo XIII creyó que así había demostrado su poder y, al mismo tiempo, reduciría la tensión haciendo que la cabeza de Pompeyo, cortada y embalsamada, se enviara a César, que llegó a Alejandría a principios de octubre y se estableció en el palacio real. César mostró pena e indignación por el asesinato de Pompeyo y pidió a Ptolomeo XIII y a Cleopatra que disolvieran sus fuerzas y se reconciliaran.

### Relación con Julio César
Ptolomeo XIII llegó a Alejandría al frente de su ejército, en claro desafío a la exigencia de César de disolver y abandonar su ejército antes de su llegada. Cleopatra envió emisarios ante César, que supuestamente le dijeron que era proclive a tener aventuras con mujeres de la realeza. Finalmente, decidió ir a Alejandría a verlo personalmente. El historiador romano Dion Casio indica que lo hizo sin informar a su hermano, vistiéndose para parecer lo más hermosa posible y cautivándolo con su ingenio. El historiador griego Plutarco proporciona un relato completamente diferente y tal vez imaginario que afirma que fue envuelta en un saco de dormir para entrar oculta en el palacio y encontrarse con César.

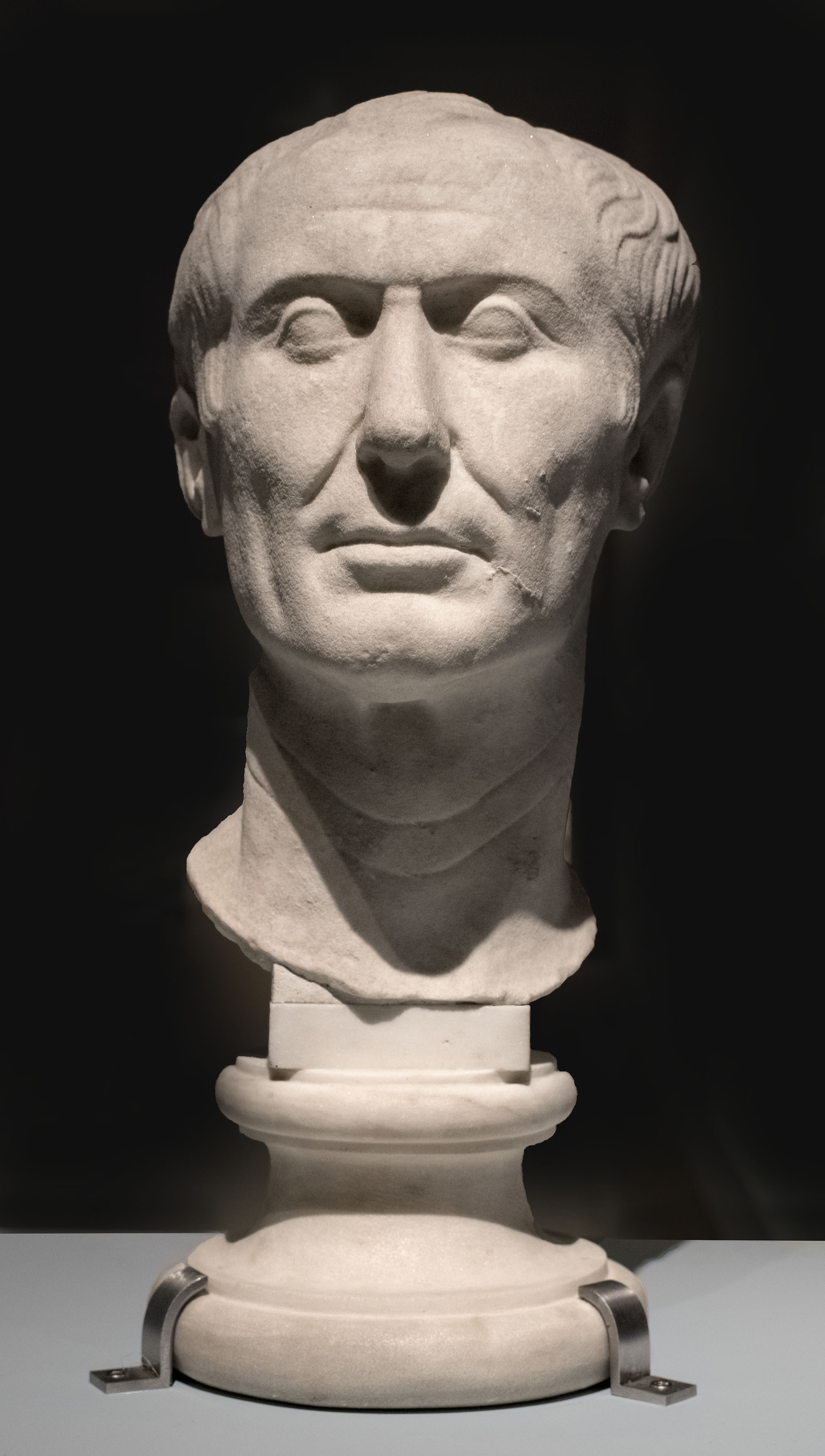
Retrato de Tusculum, una escultura romana contemporánea de Julio César, expuesto en el Museo Arqueológico de Turín.

Cuando Ptolomeo XIII supo que su hermana estaba en el palacio para aliarse con César, intentó levantar a la población de Alejandría en un motín, pero fue arrestado por César, quien usó sus habilidades oratorias para calmar a la frenética multitud. Posteriormente, llevó a Cleopatra y Ptolomeo XIII ante el Consejo de Alejandría, donde César reveló el testamento escrito de Ptolomeo XII —anteriormente en poder de Pompeyo— nombrando a Cleopatra y Ptolomeo XIII como sus coherederos. Más tarde, César trató de alcanzar un acuerdo para que los otros dos hermanos, Arsínoe IV y Ptolomeo XIV, gobernaran juntos Chipre, eliminando así posibles aspirantes al trono egipcio a la vez que apaciguaba a los súbditos ptolemaicos, aún amargados por la pérdida de Chipre ante los romanos en 58 a. C.
Considerando que el acuerdo favorecía a Cleopatra más que a Ptolomeo XIII y que el ejército de 20 000 soldados de este último, incluidos los Gabiniani, podría derrotar al de César de 4000 tropas sin apoyo, Potino decidió que Aquilas condujera sus fuerzas a Alejandría para atacar a César y Cleopatra. El asedio del palacio mantuvo a César y Cleopatra atrapados en su interior hasta el año siguiente, el 47 a. C. Cuando César hizo prisionero a Potino y lo ejecutó, Arsínoe IV unió fuerzas con Aquilas y fue declarada reina; poco después su tutor Ganímedes mató a Aquilas y tomó su puesto como comandante de su ejército. Entonces, Ganímedes engañó a César solicitando la presencia del cautivo Ptolomeo XIII como negociador, solo para que se uniera al ejército de Arsínoe IV.
En algún momento entre enero y marzo de 47 a. C. llegaron los refuerzos de César, incluidos los comandados por Mitrídates de Pérgamo y Antípatro de Idumea. Ptolomeo y Arsínoe retiraron sus fuerzas al Nilo, donde César los atacó. Ptolomeo intentó huir en un bote, pero volcó y se ahogó. Ganímedes quizás murió en la batalla, a Teodoto lo encontró en Asia años después Marco Junio Bruto y fue ejecutado, mientras que Arsínoe fue ostentosamente exhibida en el triunfo celebrado por César en Roma antes de ser exiliada al Templo de Artemisa en Éfeso. Cleopatra se mantuvo llamativamente ausente de estos sucesos y permaneció en el palacio, muy probablemente porque estuviese embarazada del hijo de César desde septiembre de 47 a. C.
El mandato de César como cónsul había expirado a finales del 48 a. C., pero Antonio, uno de sus oficiales, ayudó a conseguir su elección como dictador que duró un año, hasta octubre de 47 a. C., lo que otorgaba a César autoridad legal para resolver la disputa dinástica en Egipto. Tratando de evitar cometer el error de Berenice IV, hermana de Cleopatra, de tener a un único soberano, César designó a su hermano de 12 años, Ptolomeo XIV, como cogobernante de Cleopatra, de 22 años, en un matrimonio simbólico entre hermanos, pero ella continuó viviendo en privado con César. Se desconoce la fecha exacta en que Chipre volvió a estar bajo su control, aunque sí que ella tenía allí un gobernador en el año 42 a. C.

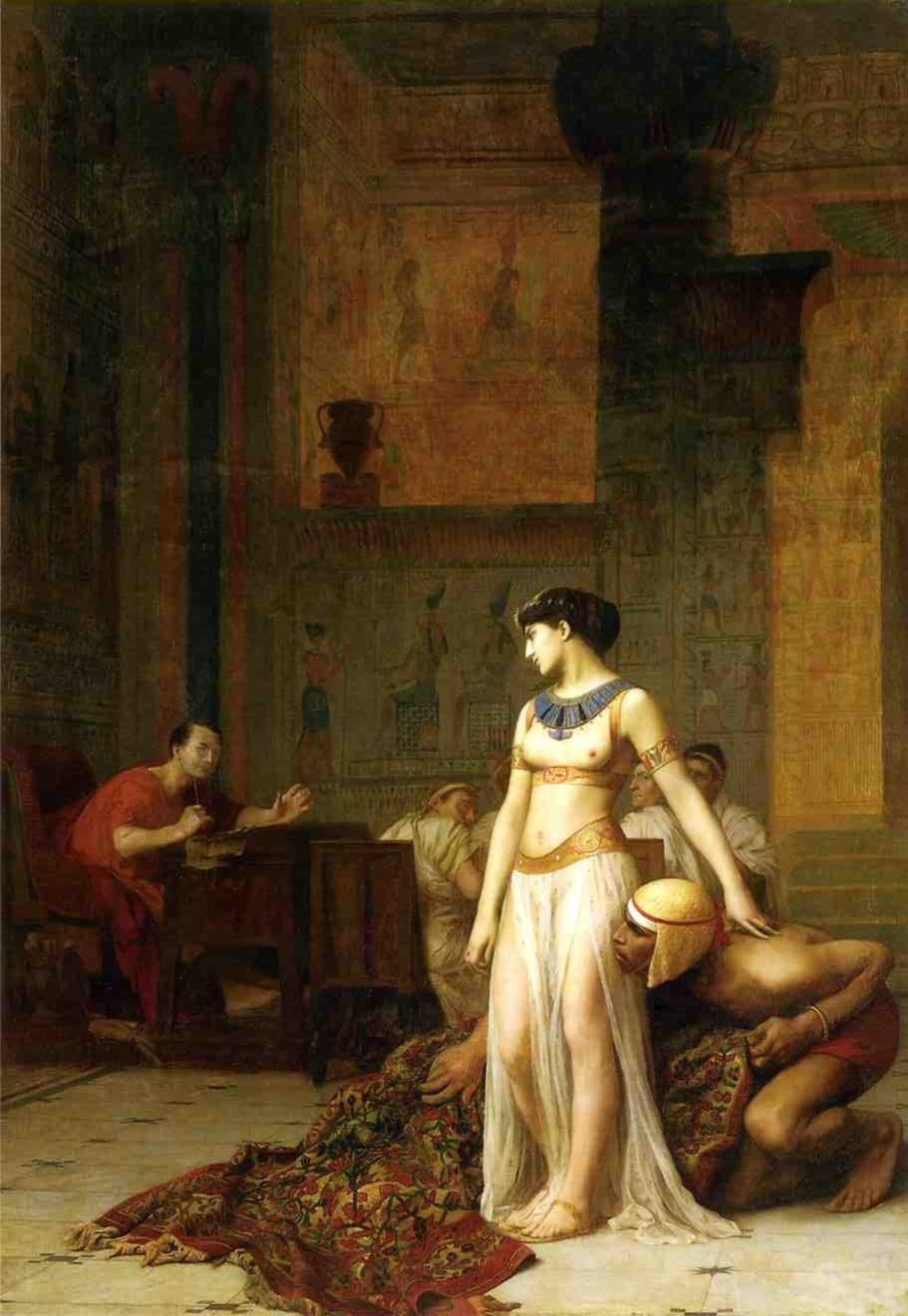
Cleopatra y César (1866), obra de Jean-Léon Gérôme.

Se cree que César realizó un crucero por el Nilo con Cleopatra para visitar los monumentos egipcios, aunque puede tratarse de un relato romántico que refleja las tendencias posteriores del proletariado romano y no un hecho histórico real. El historiador Suetonio ofreció considerables detalles sobre el viaje, como la utilización de la Thalamegos, la gran embarcación de recreo construida por Ptolomeo IV, que durante su reinado medía 91 m de longitud y 24 de altura y estaba equipada con comedores, camarotes de lujo, santuarios sagrados y paseos a lo largo de sus dos cubiertas, un auténtico palacio flotante. César podría haber tenido interés en el crucero por el Nilo debido a su fascinación por la geografía; estaba versado en las obras de Eratóstenes y Piteas y tal vez quiso descubrir la fuente del río, pero regresó antes de llegar a Etiopía.
César partió de Egipto alrededor del abril de 47 a. C., supuestamente para enfrentarse a Farnaces II del Ponto, hijo de Mitrídates VI, quien estaba causándole problemas a Roma en Anatolia. Es posible que César, casado con la prominente dama romana Calpurnia, también quisiera evitar ser visto junto con Cleopatra cuando ella dio a luz a su hijo. Dejó tres legiones en Egipto, que después aumentó a cuatro, bajo el mando del liberto Rufio para asegurar la débil posición de Cleopatra, aunque quizás también para mantener sus actividades bajo control.
Cesarión, el hijo de Cleopatra, potencialmente con César, nació el 23 de junio de 47 a. C. y originalmente recibió el nombre de «Faraón César», como se conserva en una estela del serapeum de Menfis. Tal vez debido a su matrimonio todavía sin hijos con Calpurnia, César mantuvo silencio público acerca de Cesarión (aunque tal vez aceptó su filiación en privado). Cleopatra, en cambio, hizo repetidas declaraciones oficiales sobre la filiación de Cesarión, con César como el padre.

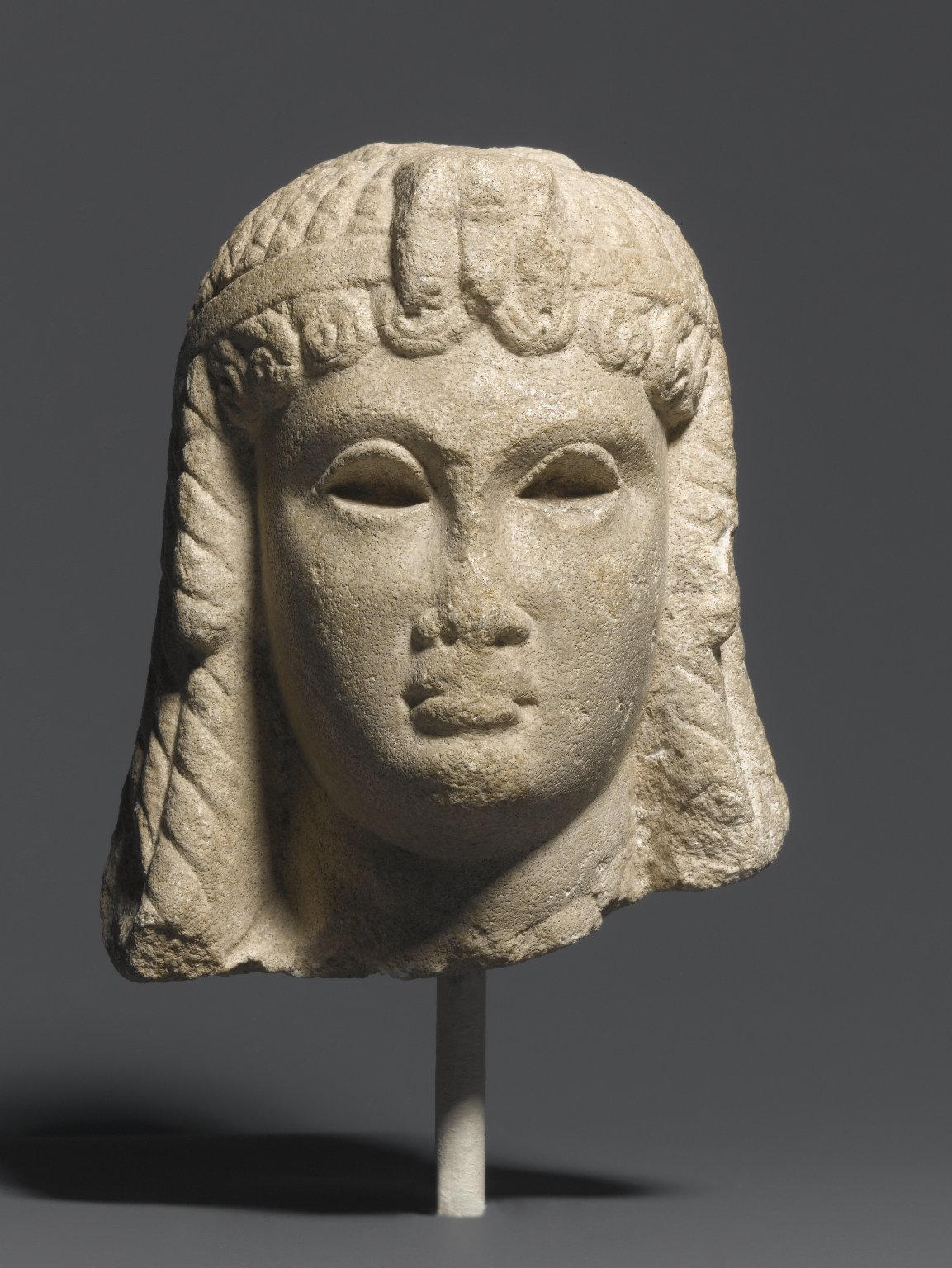
Retrato egipcio de una reina ptolemaica, posiblemente Cleopatra, c. 51-, expuesto en el Museo Brooklyn.

Cleopatra y su cogobernante nominal, Ptolomeo XIV, visitaron Roma en algún momento a finales del año 46 a. C., presumiblemente sin Cesarión, y se les dio alojamiento en la villa de César situada en el Horti Caesaris. Al igual que a su padre Ptolomeo XII, César otorgó a Cleopatra y Ptolomeo XIV el estatus legal de «amigo y aliado del pueblo romano» (en latín: socius et amicus populi Romani), de hecho, gobernantes vasallos leales a Roma. Entre los visitantes de Cleopatra en la villa de César, al otro lado del Tíber, estuvo el senador Cicerón, quien la encontró arrogante. Sosígenes de Alejandría, uno de los miembros de la corte de Cleopatra, ayudó a César en los cálculos del nuevo calendario juliano, que entró en vigor en todo el orbe romano el 1 de enero del año 45 a. C. El templo de Venus Genetrix, construido en el foro de César el 25 de septiembre de 46 a. C., contenía una estatua de oro de Cleopatra (donde estuvo al menos hasta el siglo III d. C.), asociando directamente a la madre del hijo de César con la diosa Venus, madre de los romanos; de forma sutil, la estatua también unía a la diosa egipcia Isis con la religión romana. Puede que César tuviera planes de construir un templo dedicado a Isis en Roma, como lo aprobó el Senado un año después de su muerte.
La presencia de Cleopatra en Roma muy probablemente tuvo consecuencias en los eventos de las lupercales celebradas un mes antes del asesinato de César; Antonio intentó colocar una diadema real en la cabeza de César, que este rechazó en lo que probablemente fue una escenificación organizada, tal vez para calibrar el estado de ánimo del público romano sobre la aceptación de una monarquía al estilo helenístico. Cicerón, que estaba presente en el festival, preguntó burlonamente de dónde provenía la diadema, una referencia obvia a la reina ptolemaica a la que aborrecía. César fue asesinado en el idus de marzo de 44 a. C., pero Cleopatra permaneció en Roma hasta mediados de abril, con la vana esperanza de que Cesarión fuera reconocido como el heredero de César. Sin embargo, en su testamento nombró a su sobrino nieto Octavio como principal heredero, quien llegó a Italia en la misma época en que Cleopatra decidió partir hacia Egipto. Unos meses más tarde, Cleopatra hizo que Ptolomeo XIV muriera envenenado y proclamó corregente a su hijo Cesarión.

### Cleopatra en la guerra civil de losliberatores

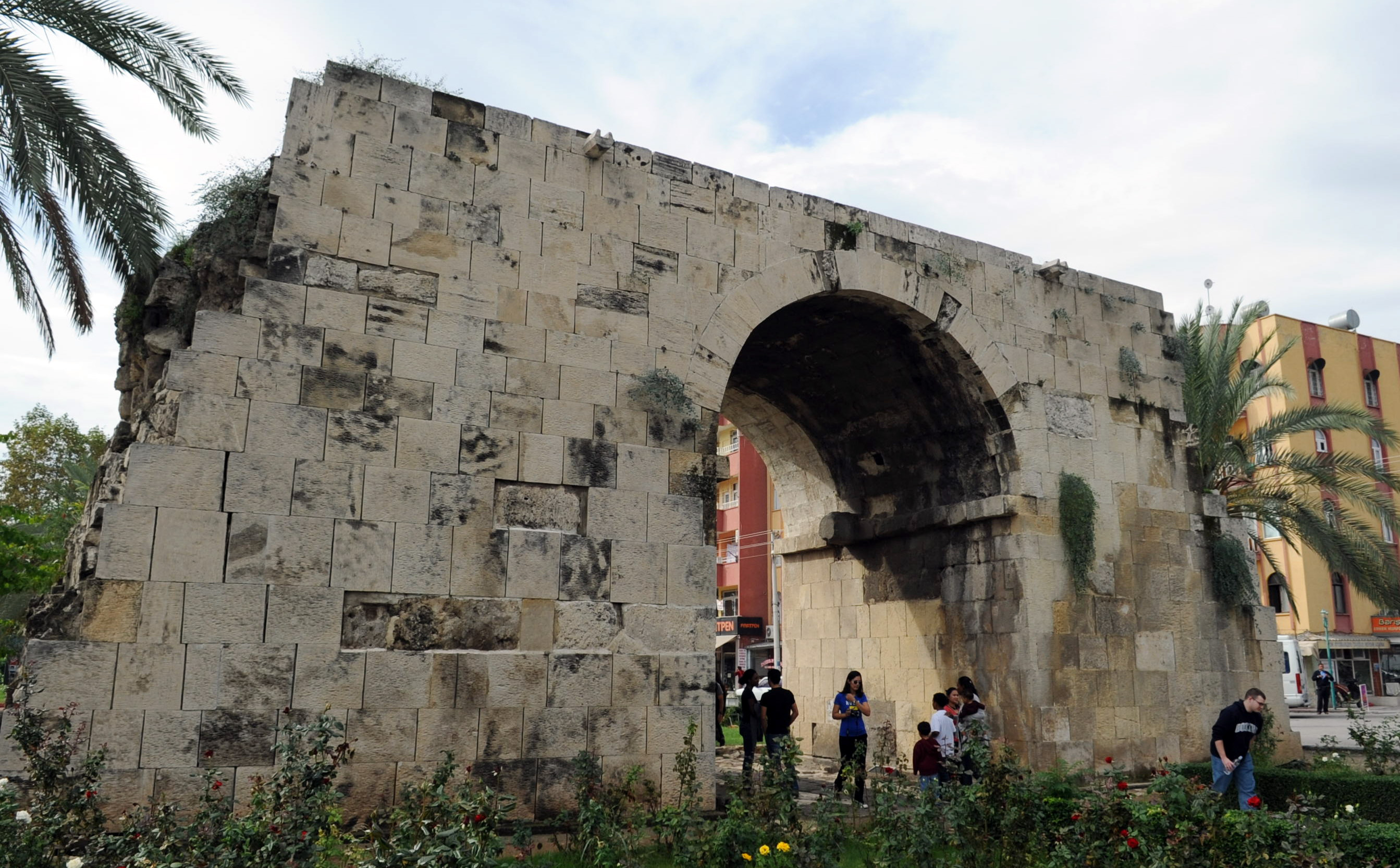
La Puerta de Cleopatra en Tarso (actualmente Tarso, Turquía), el lugar donde conoció a Marco Antonio en el año

Octavio, Marco Antonio y Lépido formaron el Segundo Triunvirato en el año 43 a. C., en el que fueron elegidos por un período de cinco años para restaurar el orden en la República y llevar ante la justicia a los asesinos de César (autoproclamados los liberatores). Cleopatra recibió mensajes tanto de Cayo Casio Longino, uno de los asesinos, como de Publio Cornelio Dolabela, procónsul de Siria y partidario de César, solicitando ayuda militar. Decidió escribir a Casio con una excusa diciéndole que su reino se enfrentaba a demasiados problemas internos, al tiempo que enviaba a Dolabela las cuatro legiones que César había dejado en Egipto. Sin embargo, estas tropas fueron capturadas por Casio en Palestina. Mientras, Serapion, el strategos en Chipre de Cleopatra, desertó y se unió a Casio y le proporcionó barcos, por lo que Cleopatra llevó su propia flota a Grecia para ayudar personalmente a Octavio y Marco Antonio, pero sus barcos resultaron gravemente dañados en una tormenta mediterránea y llegó demasiado tarde para participar en el lucha. En el otoño de 42 a. C., Marco Antonio derrotó a las fuerzas de los asesinos de César en la batalla de Filipos en Grecia, lo que llevó al suicidio de Casio y Bruto.
A finales del 42 a. C., Octavio se había hecho con el control de gran parte de la mitad occidental de la República romana y Antonio de la mitad oriental, con Lépido en gran medida marginado. En el verano de 41 a. C., Marco Antonio estableció su cuartel general en Tarso, en Anatolia, y convocó a Cleopatra en varias cartas, que ella rechazó hasta que el enviado de Marco Antonio, Quinto Delio, la convenció para que fuera a verlo. La reunión le permitiría a Cleopatra aclarar la idea errónea de que ella había apoyado a Casio durante la guerra civil y abordar los intercambios territoriales en el Levante mediterráneo, pero sin duda Marco Antonio también deseaba establecer una relación personal y romántica con la reina. Cleopatra navegó por el río Cidno hasta Tarso en la Thalamegos, hospedando a Marco Antonio y sus oficiales durante dos noches con lujosos banquetes a bordo del barco. Cleopatra logró dejar limpio su nombre como supuesta partidaria de Casio, argumentando que realmente había intentado ayudar a Dolabela en Siria. También convenció a Marco Antonio para que ejecutara a su hermana Arsínoe IV, exiliada en Éfeso. También le entregaron al rebelde strategos en Chipre de Cleopatra para su ejecución.

### Relación con Marco Antonio

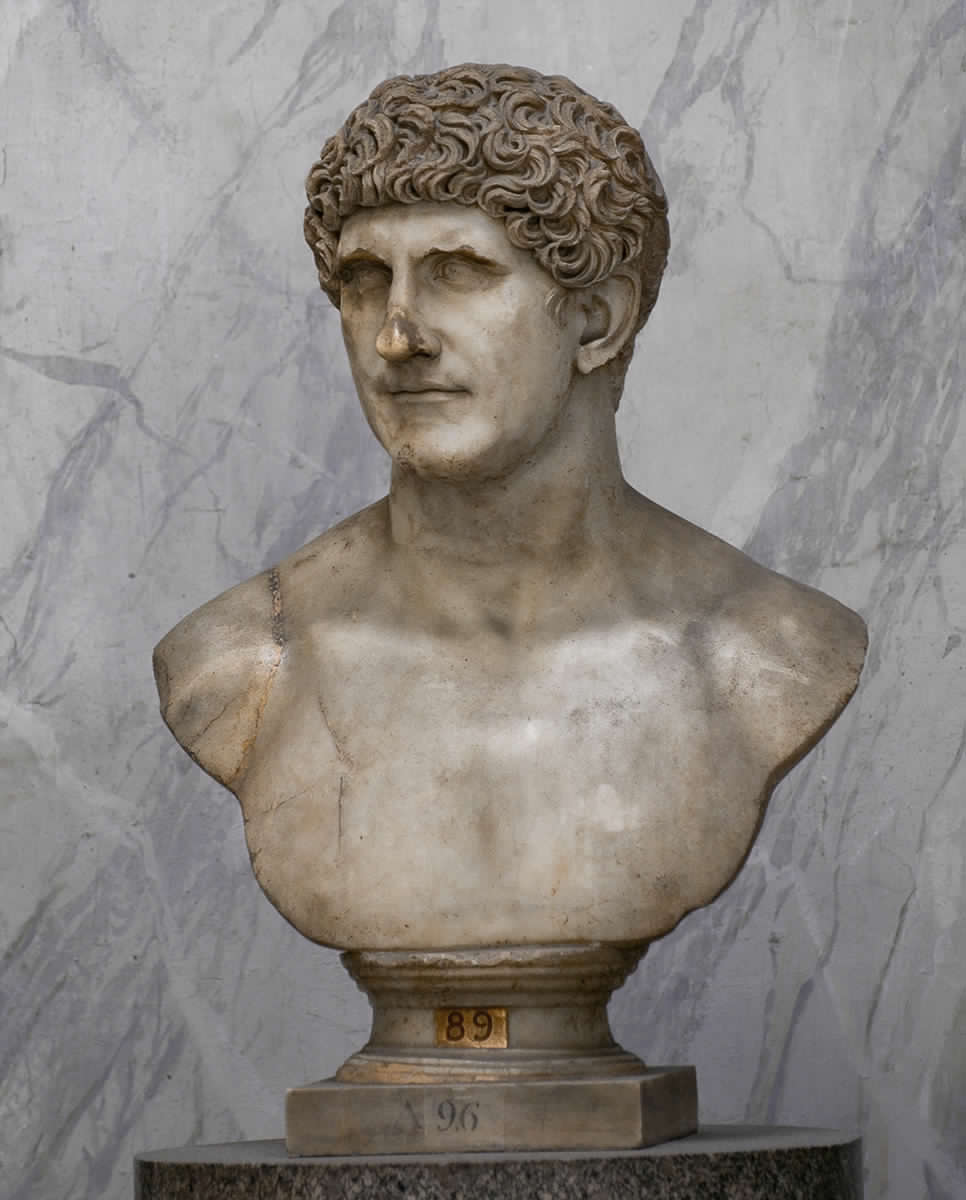
Busto romano del cónsul y triunviro Marco Antonio, expuesto en los Museos Vaticanos.

Cleopatra invitó a Marco Antonio a venir a Egipto antes de partir de Tarso, lo que lo llevó a visitar Alejandría en noviembre de 41 a. C. Fue bien recibido por el pueblo de Alejandría, tanto por sus acciones heroicas durante la restauración de Ptolomeo XII al poder como por llegar a Egipto sin fuerzas de ocupación como había hecho César. En Egipto, Antonio continuó disfrutando del lujoso estilo de vida regio que había presenciado a bordo del barco de Cleopatra atracado en Tarso. También hizo que sus subordinados, como Publio Ventidio Baso, expulsaran a los partos de Anatolia y Siria.
Cleopatra escogió cuidadosamente a Marco Antonio como pareja para dar a luz más herederos, ya que estaba considerado como la figura romana más poderosa tras el fallecimiento de César. Con sus poderes como triunviro, también disponía de amplia autoridad para restaurarle a Cleopatra antiguas tierras ptolemaicas, que por entonces estaban en manos romanas. Si bien está claro que tanto Cilicia como Chipre estaban bajo el control de Cleopatra el 19 de noviembre de 38 a. C., la transferencia probablemente ocurrió antes, en el invierno de 41-40 a. C., durante el tiempo que pasó con Marco Antonio.
En la primavera del año 40 a. C, Antonio salió de Egipto debido a problemas en Siria, donde su gobernador Lucio Decidio Saxa fue asesinado y su ejército tomado por Quinto Labieno, un antiguo oficial de Casio que ahora servía al Imperio parto. Cleopatra le proporcionó 200 naves para su campaña y como pago por sus territorios recién repuestos. No volvería a ver a Marco Antonio hasta tres años después, pero mantuvieron correspondencia y hay documentos que sugieren que mantuvo a un espía en su campamento. Hacia finales del año 40 a. C., Cleopatra dio a luz a mellizos, Alejandro Helios y Cleopatra Selene II, a quienes Marco Antonio reconoció como sus hijos. Helios (en griego: Ἥλιος) 'el sol' y Selene (Σελήνη) 'la luna', simbolizaban una nueva era de rejuvenecimiento social, así como una indicación de que Cleopatra esperaba que Marco Antonio repitiera las hazañas de Alejandro el Grande conquistando a los partos.

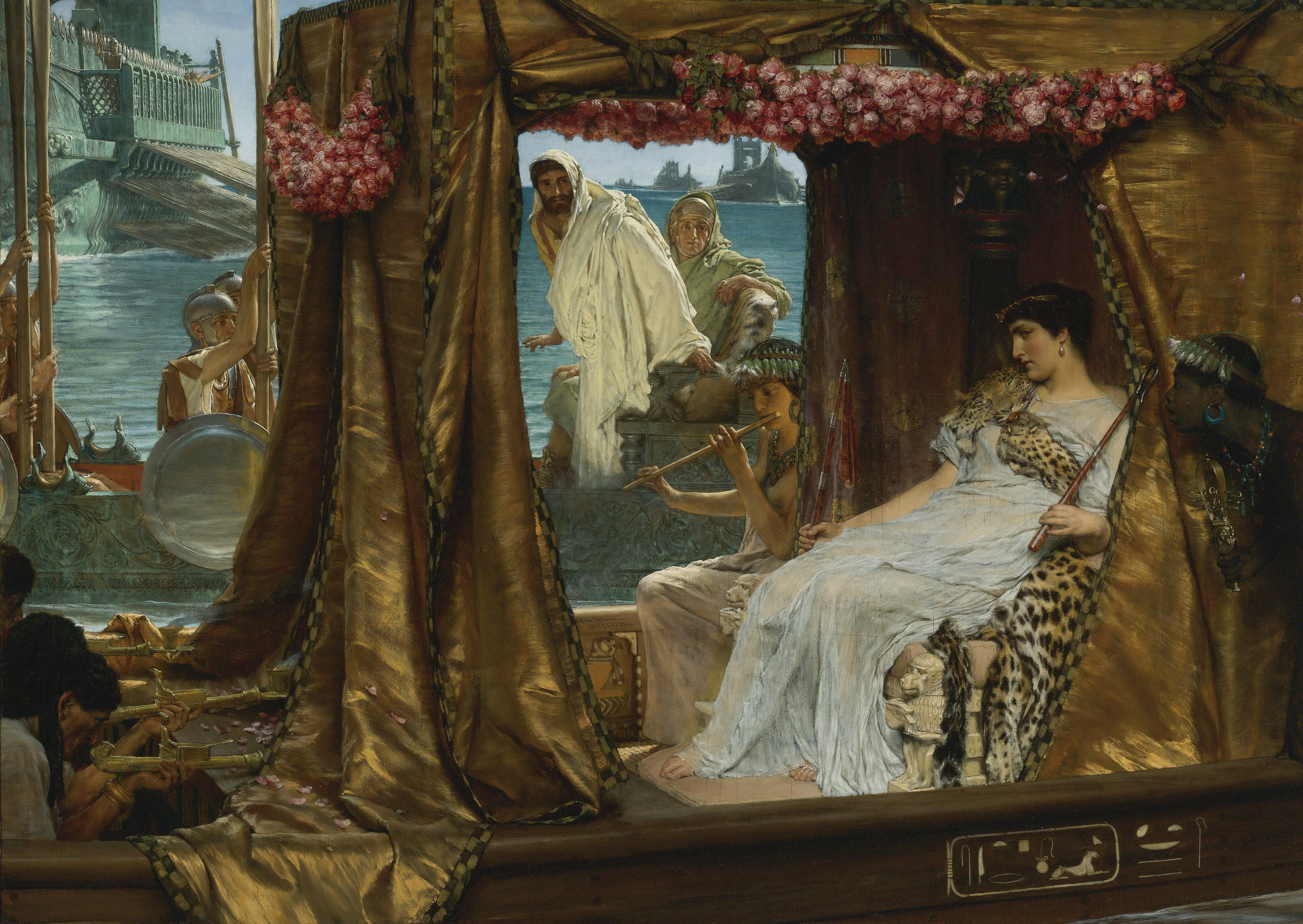
El encuentro de Antonio y Cleopatra (1885), de Lawrence Alma-Tadema.

La campaña parta de Marco Antonio en el este se vio interrumpida por los acontecimientos de la guerra de Perusia (41-40 a. C.), iniciada por su ambiciosa esposa Fulvia contra Octavio con la esperanza de convertir a su marido en el líder indiscutible de Roma. Se ha sugerido que Fulvia quiso separar a Antonio de Cleopatra, pero el conflicto ya se había iniciado en Italia incluso antes de que Cleopatra se encontrara con Antonio en Tarso. Fulvia y Lucio Antonio, el hermano de Marco Antonio, finalmente fueron asediados por Octavio en Perusia (la actual Perugia) y luego exiliados de Italia, tras lo cual ella murió en Sición en Grecia mientras intentaba llegar hasta Antonio. Su repentina muerte condujo a la reconciliación de Octavio y Antonio en Brindisium (hoy Bríndisi) en septiembre de 40 a. C.; aunque este acuerdo consolidó el control de Antonio sobre los territorios de la república romana al este del mar Jónico, también estipuló que cediera Italia, Hispania y la Galia y se casara con la hermana de Octavio, Octavia la Menor, una potencial rival para Cleopatra.
En diciembre del 40 a. C., Cleopatra recibió a Herodes en Alejandría como un huésped y refugiado inesperado que huía de una situación turbulenta en Judea. Marco Antonio lo había establecido allí como tetrarca, pero pronto estuvo en desacuerdo con Antígono II Matatías, de la antigua dinastía de los Asmoneos, que había encarcelado al hermano y compañero tetrarca de Herodes, Fasael, que fue ejecutado cuando Herodes huyó hacia la corte de Cleopatra. Cleopatra intentó concederle una asignación militar, pero Herodes la rechazó y viajó a Roma, en donde los triunviros Octavio y Marco Antonio lo nombraron rey de Judea. Este acto puso a Herodes en una trayectoria de colisión con Cleopatra, que deseaba recuperar los antiguos territorios ptolemaicos que formaban parte de su nuevo reino.
La relación entre Marco Antonio y Cleopatra quizás se resintió cuando no solo se casó con Octavia, sino que también tuvo dos hijos con ella, Antonia la Mayor en 39 a. C. y Antonia la Menor en el 36 a. C., y trasladó su cuartel general a Atenas. Sin embargo, la posición de Cleopatra en Egipto estaba asegurada. Su rival Herodes estaba ocupado con una guerra civil en Judea que requería una considerable ayuda militar romana, pero no recibió ninguna de Cleopatra. Puesto que la autoridad de Marco Antonio y Octavio como triunviros había expirado el 1 de enero de 37 a. C., Octavia organizó una reunión en Tarentum, donde el triunvirato se prolongó oficialmente hasta el año 33 a. C. Con dos legiones otorgadas por Octavio y mil soldados cedidos por Octavia, Marco Antonio viajó a Antioquía, donde hizo los preparativos para la guerra contra los partos.
Marco Antonio convocó a Cleopatra a Antioquía para discutir asuntos urgentes, como el reino de Herodes y el apoyo financiero para su campaña de Partia. Cleopatra llevó a sus mellizos de tres años a Antioquía, donde su padre los vio por primera vez y donde probablemente recibieron por primera vez sus sobrenombres Helios y Selene como parte de los ambiciosos planes de Marco Antonio y Cleopatra para el futuro. Para estabilizar el este, Marco Antonio no solo amplió los dominios de Cleopatra, sino que también estableció nuevas dinastías gobernantes y gobiernos clientes que le serían leales, aunque al final durarían más que él.
Con este acuerdo, Cleopatra ganó importantes antiguos territorios ptolemaicos en el Levante mediterráneo, incluidos casi todos los de Fenicia (Líbano) menos Tiro y Sidón, que continuaron en manos romanas. También recibió Ptolemais Akko (hoy Acre, Israel), ciudad establecida por Ptolomeo II. Dadas sus relaciones ancestrales con los seléucidas, se le otorgó la región de Celesiria a lo largo de la parte superior del río Orontes. Incluso se le otorgó la región circundante de Jericó en Palestina, pero se la cedió a Herodes. A expensas del rey nabateo Malicos I (primo de Herodes), también recibió una porción del reino nabateo en torno al golfo de Áqaba en el mar Rojo, incluida Ailana (hoy Áqaba, Jordania). Al oeste, le concedió Cirene a lo largo de la costa libia, así como Itano y Olunte en la Creta romana. Aunque todavía administrados por funcionarios romanos, estos territorios enriquecieron su reino y la llevaron a declarar la instauración de una nueva era acuñando una doble fecha en sus monedas en el 36 a. C.

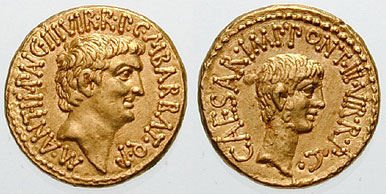
Áureos romanos con los retratos de Marco Antonio (izquierda) y Octavio (derecha), emitidos en para celebrar el establecimiento del Segundo Triunvirato por Octavio, Antonio y Lépido en

La expansión del reino ptolemaico por parte de Marco Antonio mediante la renuncia a territorios directamente controlados por los romanos fue explotada por su rival Octavio, quien aprovechó el sentimiento público en Roma en contra del fortalecimiento de una reina extranjera a expensas de su República. Octavio fomentó la versión de que Antonio estaba descuidando a su virtuosa esposa romana Octavia, concediéndole tanto a ella como a Livia Drusila, su propia esposa, privilegios extraordinarios de sacrosantidad. Unos 50 años antes, Cornelia, hija de Escipión el Africano, había sido la primera mujer romana en tener una estatua en vida dedicada a ella. Ahora la seguían Octavia y Livia, cuyas estatuas probablemente fueron erigidas en el foro de César para rivalizar con las de Cleopatra, erigidas por César.
En 36 a. C., Cleopatra acompañó a Marco Antonio al Éufrates en su viaje hacia la invasión del imperio parto. Luego regresó a Egipto, quizás debido a su avanzado estado de gestación. En el verano de 36 a. C. dio a luz a Ptolomeo Filadelfo, su segundo hijo varón con Marco Antonio.
La campaña de Antonio en Partia en el 36 a. C. se convirtió en una completa debacle por diversas razones, en particular la traición de Artavasdes II de Armenia, que desertó al lado parto. Tras perder unos 30 000 hombres, más que Craso en Carras (una indignidad que había esperado vengar), Antonio finalmente llegó a Leukokome cerca de Berite (actual Beirut, Líbano) en diciembre, bebiendo en exceso antes de que Cleopatra llegara para suministrar fondos y vestimenta a sus maltrechas tropas. Antonio deseaba evitar los peligros de regresar a Roma, así que viajó con Cleopatra a Alejandría para ver a su hijo recién nacido.

### Donaciones de Alejandría

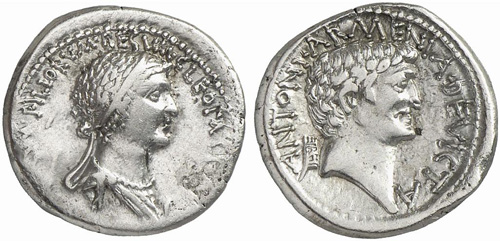
Un denario acuñado en ; en el anverso hay un retrato de Cleopatra con diadema, con la inscripción latina «CLEOPATRA[E REGINAE REGVM]FILIORVM REGVM», y en el reverso uno de Marco Antonio con la inscripción «ANTONI ARMENIA DEVICTA».

Mientras Antonio se preparaba para otra expedición contra los partos en 35 a. C., esta vez dirigida contra su aliada Armenia, Octavia viajó a Atenas con 2000 soldados supuestamente en apoyo de Antonio, pero muy probablemente siguiendo un plan ideado por Octavio para avergonzarlo por sus pérdidas militares. Antonio recibió estas tropas y le dijo a Octavia que no se desviara al este de Atenas mientras él y Cleopatra viajaban juntos a Antioquía, pero solo para luego abandonar repentina e inexplicablemente la campaña militar y regresar a Alejandría. Cuando Octavia regresó a Roma, Octavio presentó a su hermana como una víctima agraviada por Antonio, aunque ella se negó a abandonar la casa de Antonio. La confianza de Octavio fue en aumento a medida que eliminaba a sus rivales en el oeste, entre ellos Sexto Pompeyo e incluso a Lépido, el tercer miembro del triunvirato, que fue puesto bajo arresto domiciliario tras rebelarse contra Octavio en Sicilia.
Antonio envió a Quinto Delio como embajador ante Artavasdes II de Armenia en 34 a. C. para negociar una posible alianza matrimonial entre la hija del rey armenio y Alejandro Helios, hijo de Antonio y Cleopatra. Al haber rechazado la propuesta, Antonio se dirigió con su ejército a Armenia, derrotó a sus tropas y capturó al rey y a la familia real armenia y los llevó a Alejandría, donde Antonio celebró un desfile militar imitando un triunfo romano, vestido de Dioniso y entrando en la ciudad en un carro para entregar los prisioneros reales a Cleopatra, que estaba sentada en un trono de oro sobre una tarima de plata. La noticia de este acontecimiento fue muy criticada en Roma por considerarlo de mal gusto y una perversión de los antiguos y tradicionales ritos y rituales romanos para disfrute de una reina egipcia y sus súbditos.
En un acto celebrado en el gimnasio de la capital poco después de las celebraciones, Cleopatra se vistió como Isis y declaró que era «Reina de Reyes» y su hijo Cesarión, «Rey de Reyes», mientras que Alejandro Helios fue declarado rey de Armenia, Media y Partia, y Ptolomeo Filadelfo, de dos años, fue declarado rey de Siria y Cilicia. Cleopatra Selene II recibió Creta y Cirene. Es posible que Antonio y Cleopatra se hubieran casado durante esta ceremonia, pero es difícil saberlo con certeza debido a la naturaleza controvertida, contradictoria y fragmentada de las fuentes primarias. Antonio envió un informe a Roma solicitando la ratificación de estas concesiones territoriales, hoy conocidas como las Donaciones de Alejandría. Octavio quería divulgarlo con fines políticos, pero los dos cónsules, ambos partidarios de Antonio, lo censuraron para que quedara al margen del dominio público.

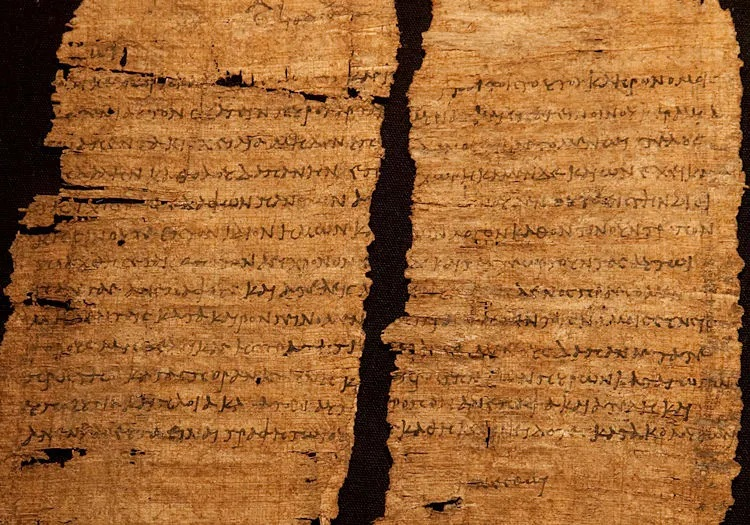
Un documento en papiro del que tiene la firma de Cleopatra realizada por un funcionario, pero con «hágase» o «así sea» añadido en griego de puño y letra de la propia reina.

A finales del 34 a. C., Antonio y Octavio se enfrentaron en una encarnizada guerra de propaganda que duraría años. Antonio afirmó que su rival había depuesto ilegalmente a Lépido del triunvirato, quedándose con sus tropas e impidiéndose a él reclutar tropas en Italia, mientras que Octavio acusó a Antonio de arrestar ilegalmente al rey de Armenia, casarse con Cleopatra a pesar de seguir casado con su hermana Octavia, y declarar ilícitamente a Cesarión como heredero de César en lugar de Octavio. La gran profusión de acusaciones y rumores vertidos durante esta guerra propagandística han dado forma a la imagen popular de Cleopatra desde la literatura de la época de Augusto hasta los diferentes medios de comunicación de la era moderna. Se dijo que Cleopatra le lavó el cerebro a Marco Antonio con brujería y hechicería y que era tan destructiva para la civilización como la Helena de Troya de Homero. Las Sátiras de Horacio incluyen un relato de que Cleopatra disolvió una vez una perla que valía 2,5 millones de dracmas en vinagre solo para ganar una apuesta en una cena. La acusación de que Antonio había robado libros de la Biblioteca de Pérgamo para reabastecer la Biblioteca de Alejandría resultó ser una invención admitida por Cayo Calvisio Sabino.
Publicado en 2000, un documento en papiro del 33 a. C., que posteriormente se reutilizó para la envoltura de una momia, contiene la firma de Cleopatra, probablemente escrita por un funcionario autorizado para firmar por ella. Tiene que ver con ciertas exenciones de impuestos en Egipto concedidas a Quinto Cecilio o Publio Canidio Craso, un antiguo cónsul romano y hombre de confianza de Antonio que comandaba sus fuerzas terrestres en Accio. Un texto con una escritura diferente en la parte inferior del papiro dice «hágase» o «así sea» —en griego antiguo: γινέσθωι, romanizado: ginésthōi—, que sin duda fue escrito de puño y letra por la propia reina, ya que era una práctica de la dinastía ptolemaica refrendar documentos para evitar falsificaciones. Un gran descubrimiento, pues los únicos autógrafos reales conocidos supervivientes de la Antigüedad son de los mucho menos relevantes Ptolomeo X y Teodosio II.

### Batalla de Accio

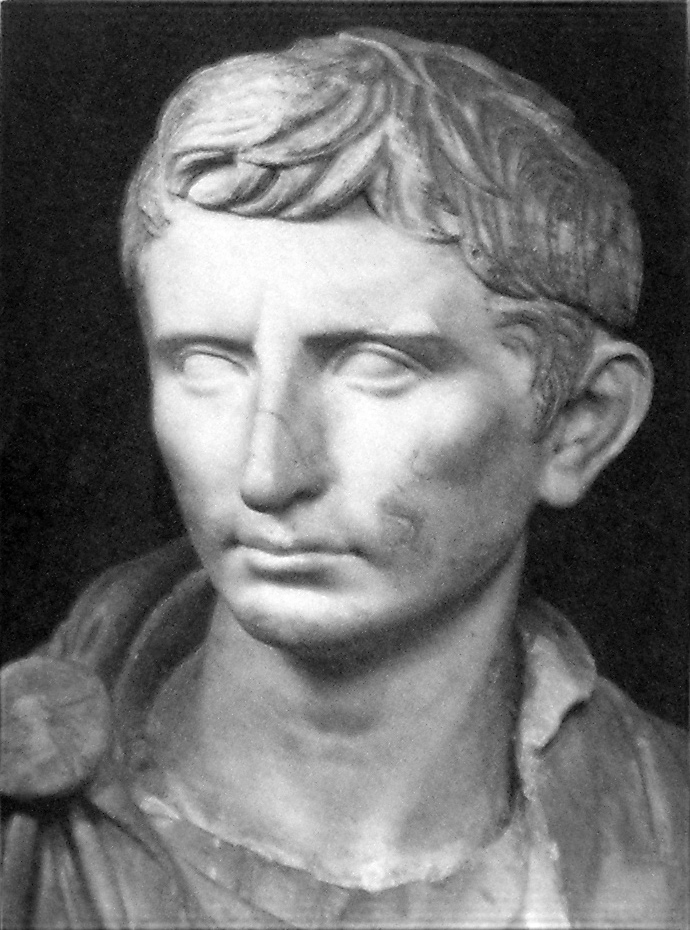
Estatua reconstruida de Augusto como joven Octavio, c.

En un discurso ante el Senado romano el primer día de su nombramiento como cónsul el 1 de enero de 33 a. C., Octavio acusó a Antonio de intentar menoscabar las libertades romanas y su integridad territorial como esclavo de su reina oriental. Antes de que el imperium conjunto de Antonio y Octavio expirara el 31 de diciembre del año 33 a. C., Antonio declaró a Cesarión como el verdadero heredero de Julio César en un intento de debilitar a Octavio. El 1 de enero de 32 a. C. fueron elegidos cónsules Cayo Sosio y Cneo Domicio Enobarbo, ambos partidarios de Antonio. El 1 de febrero de 32 a. C. Sosio pronunció un ardiente discurso condenando a Octavio, por entonces un ciudadano privado sin cargo público, y promulgó leyes en su contra. Durante la siguiente sesión del Senado, Octavio entró en la Cámara de Senadores con guardias armados e hizo sus propias acusaciones contra los cónsules. Intimidados por este acto, los cónsules y más de 200 senadores que todavía apoyaban a Antonio huyeron de Roma al día siguiente para reunirse con él.
Antonio y Cleopatra viajaron juntos a Éfeso en 32 a. C., donde ella le proporcionó 200 de los 800 navíos con los que contaba. Enobarbo, temeroso de que la campaña de propaganda de Octavio se confirmase ante el pueblo, intentó persuadir a Antonio de que mantuviera al margen a Cleopatra de la campaña bélica contra Octavio. Sin embargo Publio Canidio Craso argumentó de que Cleopatra estaba financiando el esfuerzo bélico y que era un monarca competente. Cleopatra rechazó las peticiones de Antonio para que regresara a Egipto, por considerar que bloqueando a Octavio en Grecia podría defender más fácilmente a Egipto. Su insistencia en participar en la batalla por Grecia provocó las deserciones de notables romanos como Enobarbo y Lucio Munacio Planco.
Durante la primavera del 32 a. C. Antonio y Cleopatra viajaron a Samos y luego a Atenas, donde ella persuadió a Antonio para que enviara a Octavia una declaración oficial de divorcio, lo que impulsó a Planco a aconsejar a Octavio que se apoderara del testamento de Antonio, en custodia de las vestales. A pesar de ser una violación de principios sagrados y derechos legales, Octavio consiguió por la fuerza el documento del Templo de Vesta, convirtiéndolo en una poderosa herramienta en su guerra propagandística contra Antonio y Cleopatra. Octavio reveló partes de su testamento, como que Cesarión fue nombrado heredero de César, que las Donaciones de Alejandría eran legales, que Antonio debía ser enterrado junto a Cleopatra en Egipto en lugar de en Roma, o que Alejandría se convertiría en la nueva capital de la República romana. Como muestra de lealtad a Roma, Octavio decidió comenzar la construcción de su propio mausoleo en el Campo de Marte. La posición legal de Octavio también mejoró al ser elegido cónsul en el 31 a. C. Con la voluntad de Antonio hecha pública, Octavio tenía ya su casus belli y Roma declaró la guerra a Cleopatra, no a Antonio. El argumento legal para la guerra se basaba no tanto en las adquisiciones territoriales de Cleopatra, con los antiguos territorios romanos gobernados por sus hijos con Antonio, sino más bien en el hecho de que ella estaba proporcionando apoyo militar a un ciudadano privado, ahora que la autoridad triunviral de Antonio había expirado.
Antonio y Cleopatra tenían una flota más numerosa que la de Octavio, pero las tripulaciones de su armada no estaban bien entrenadas, algunas probablemente procedentes de barcos mercantes, mientras que Octavio disponía de una fuerza totalmente profesional. Antonio quería cruzar el mar Adriático y detener a Octavio en Tarentum o Brindisium, pero Cleopatra, preocupada sobre todo de defender Egipto, se opuso a la decisión de atacar directamente Italia. Establecieron su cuartel general de invierno en Patrai (Grecia) y hacia la primavera del 31 a. C. se habían trasladado a Accio, al sur del golfo de Ambracia.
Antonio y Cleopatra contaban con el apoyo de varios reyes aliados, pero Cleopatra ya había estado en conflicto con Herodes y un terremoto en Judea le proporcionó una excusa para que sus fuerzas no participaran en la campaña. También perdieron el apoyo de Malicos I de Nabatea, lo que posteriormente demostró tener consecuencias estratégicas. Antonio y Cleopatra perdieron varias escaramuzas contra Octavio en los alrededores de Accio durante el verano del 31 a. C. y se sucedieron continuas deserciones hacia el campamento de Octavio, como las del durante mucho tiempo compañero de Antonio, Delio y los hasta el momento reyes aliados Amintas de Galacia y Deyótaro de Paflagonia. Mientras que algunos miembros del ejército de Antonio sugirieron abandonar el conflicto naval para retirarse hacia el interior, Cleopatra insistió en una confrontación naval, para mantener a la flota de Octavio alejada de Egipto.
El 2 de septiembre de 31 a. C. las fuerzas navales de Octavio, dirigidas por Marco Vipsanio Agripa, se enfrentaron a las de Antonio y Cleopatra en la batalla de Accio. Cleopatra, a bordo de su buque insignia, el Antonias, estaba en la retaguardia de la flota al mando de 60 barcos en la desembocadura del golfo de Ambracia, en lo que probablemente fue una estrategia de los oficiales de Antonio para marginarla durante la batalla. Antonio había ordenado que sus barcos tuvieran velas a bordo para tener una mejor oportunidad de perseguir o huir del enemigo, lo que Cleopatra, siempre preocupada por la defensa de Egipto, utilizó para desplazarse rápidamente a través de la principal zona de combate en una retirada estratégica al Peloponeso. Stanley M. Burstein opina que los escritores partidarios de Roma acusaron posteriormente a Cleopatra de haber desertado cobardemente de Antonio, pero su intención original de mantener sus velas a bordo pudo haber sido romper el bloqueo y salvar la mayor parte posible de su flota. Antonio siguió a Cleopatra y abordó su barco, identificado por sus distintivas velas púrpuras, mientras los dos escapaban de la batalla y se dirigían a Ténaro. Se dice que Antonio evitó a Cleopatra durante este viaje de tres días, hasta que sus sirvientas en Ténaro le instaron a hablar con ella. La batalla de Accio continuó sin Cleopatra y Antonio hasta la mañana del 3 de septiembre, con deserciones masivas de oficiales, tropas y reyes aliados al ejército de Octavio.

### Caída y muerte

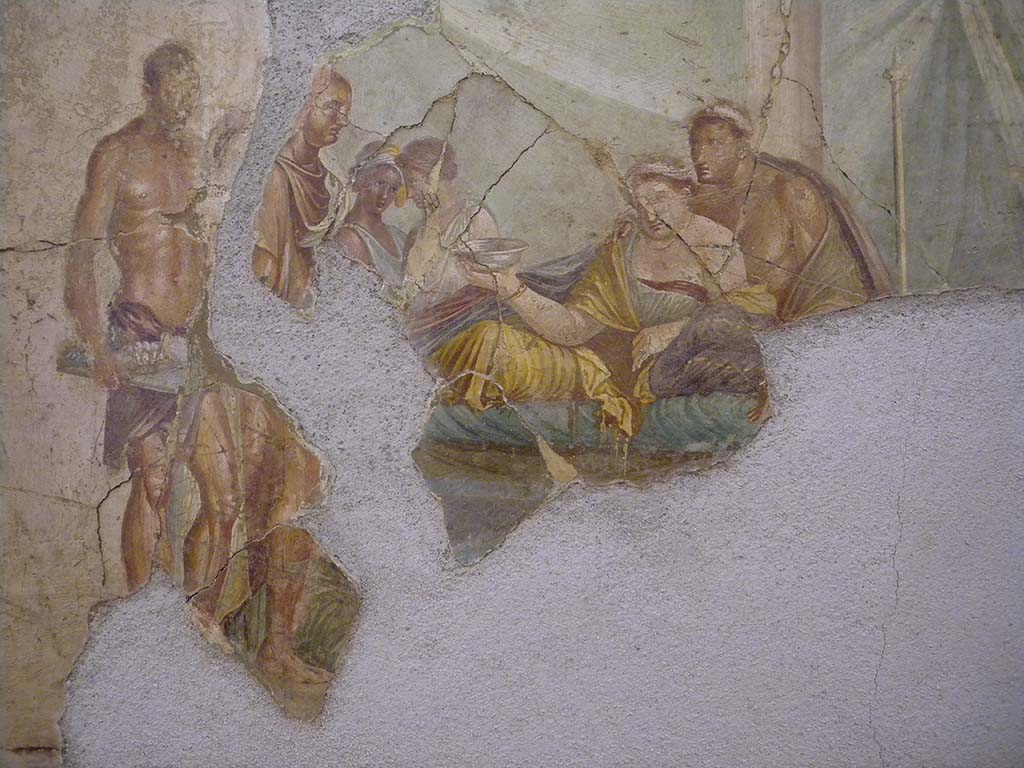
Una pintura romana de la casa de Giuseppe II en Pompeya, de principios del, que representa muy probablemente a Cleopatra suicidándose ingiriendo veneno, con su hijo Cesarión detrás de ella.

Mientras Octavio ocupaba Atenas, Antonio y Cleopatra desembarcaron en Paraitonion, en Egipto. Entonces la pareja emprendió su camino por separado, Antonio a Cirene para reunir más tropas y Cleopatra navegó hasta el puerto de Alejandría en un engañoso intento de mostrar las operaciones en Grecia como una victoria. No se sabe con seguridad si en ese momento ella ejecutó a Artavasdes II y envió su cabeza a su rival, Artavasdes I de Media Atropatene, en un intento de establecer una alianza con él.
Lucio Pinario, que fue nombrado gobernador de Cirene por Marco Antonio, recibió la noticia de la victoria de Octavio antes de la llegada de los mensajeros de Antonio. Pinario hizo ejecutar a los mensajeros y luego desertó al bando de Octavio, a quien entregó las cuatro legiones bajo su mando que Marco Antonio aspiraba conseguir. Antonio estuvo a punto de suicidarse al enterarse de la noticia, pero sus oficiales de estado mayor lo impidieron. En Alejandría construyó una pequeña casa aislada en la isla de Faro, a la que llamó Timoneion, en honor al filósofo Timón de Atenas, famoso por su cinismo y misantropía. Herodes, que había aconsejado personalmente a Antonio con posterioridad a la batalla de Accio que debía traicionar a Cleopatra, viajó a Rodas para encontrarse con Octavio y renunciar a su reinado por lealtad a Antonio. Impresionado por su franqueza y sentido de la lealtad, Octavio le permitió mantener su posición en Judea, aislando todavía más a Antonio y Cleopatra. Tal vez Cleopatra comenzó a ver a Antonio como una carga a finales del verano de 31 a. C., cuando se disponía a dejar Egipto a su hijo Cesarión. Planeaba cederle su trono y trasladar su flota desde el Mediterráneo al mar Rojo y luego zarpando hacia un puerto extranjero, quizás en la India, donde podría pasar un tiempo recuperándose. Sin embargo, estos planes no se llevaron a cabo cuando Malicos I, siguiendo el consejo de Quinto Didio, gobernador de Siria nombrado por Octavio, quemó la flota de Cleopatra en venganza por sus pérdidas en una guerra anterior contra Herodes emprendida en gran medida por Cleopatra. Por ello no tuvo otra opción que quedarse en Egipto y negociar con Octavio. Aunque lo más probable es que fue una información proveniente de la campaña de propaganda de Octavio, se dijo que Cleopatra comenzó a probar la eficacia de varios venenos con los prisioneros e incluso con sus propios sirvientes.

La muerte de Cleopatra (1658), de Guido Cagnacci.

Cleopatra hizo que Cesarión ingresara en la efebeia lo que, junto con la inscripción de una estela de Coptos datada el 21 de septiembre del 31 a. C., demuestra que estaba preparando a su hijo para convertirse en el único gobernante de Egipto. Antonio también hizo que Marco Antonio Antilo, su hijo con Fulvia, se alistara al mismo tiempo como efebo. Le enviaron mensajes por separado a Octavio, todavía apostado en Rodas, aunque parece que Octavio solo contestó a Cleopatra. Ella le solicitó que sus hijos heredaran Egipto y que se le permitiera a Antonio vivir allí exiliado, ofreciéndole dinero a Octavio en un futuro y enviándole en el acto fastuosos regalos. Octavio le envió a su diplomático Tirso cuando ella amenazó con quemarse a sí misma y a gran parte de su tesoro en el interior de una gran tumba que ya estaba en construcción. Tirso debía aconsejarle que matara a Antonio para que se le perdonara la vida, pero cuando Antonio sospechó de sus intenciones, hizo azotarlo y lo envió de vuelta sin ningún acuerdo.

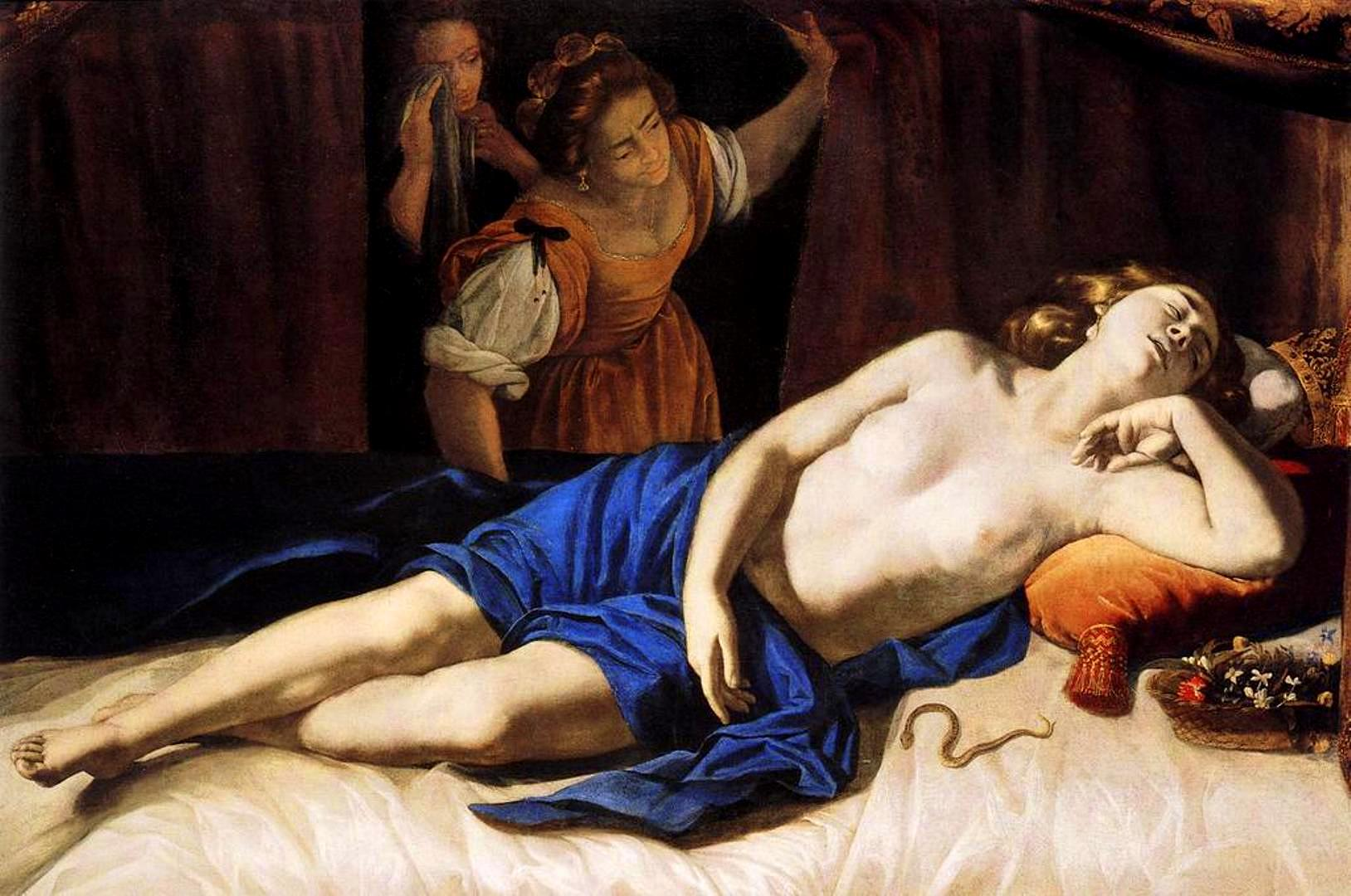
Cleopatra (1633-1635), de Artemisia Gentileschi

Tras largas negociaciones que finalmente no dieron resultado, Octavio se dispuso a invadir Egipto en la primavera del año 30 a. C., con parada en Ptolemaida, en Fenicia, donde su nuevo aliado Herodes aprovisionó a su ejército. Se dirigió al sur y pronto tomó Pelusio, mientras que Cayo Cornelio Galo, marchando hacia el este desde Cirene, derrotó a las fuerzas de Antonio cerca de Paraitonion. Octavio avanzó entonces hacia Alejandría, pero Antonio regresó y obtuvo una pequeña victoria sobre las agotadas tropas de Octavio a las afueras del hipódromo de la ciudad. Sin embargo, el 1 de agosto de 30 a. C. la flota naval de Antonio se rindió, seguida por su caballería. Cleopatra se escondió en su tumba con sus asistentes de confianza, enviando un mensaje a Antonio diciéndole que se había suicidado. Desesperado, Antonio reaccionó ante esta situación apuñalándose en el estómago y quitándose la vida, a los 53 años de edad. Según Plutarco, estaba todavía moribundo cuando fue trasladado hasta Cleopatra en su tumba, y le dijo que había muerto honorablemente y que ella podía confiar en el compañero de Octavio, Cayo Proculeio, antes que en cualquier otra persona de su séquito. Sin embargo, fue Proculeio quien penetró en su tumba usando una escalera y detuvo a la reina, privándola de la posibilidad de quemarse con sus tesoros. A Cleopatra se le permitió embalsamar y enterrar a Antonio en el interior de su tumba antes de ser escoltada al palacio.

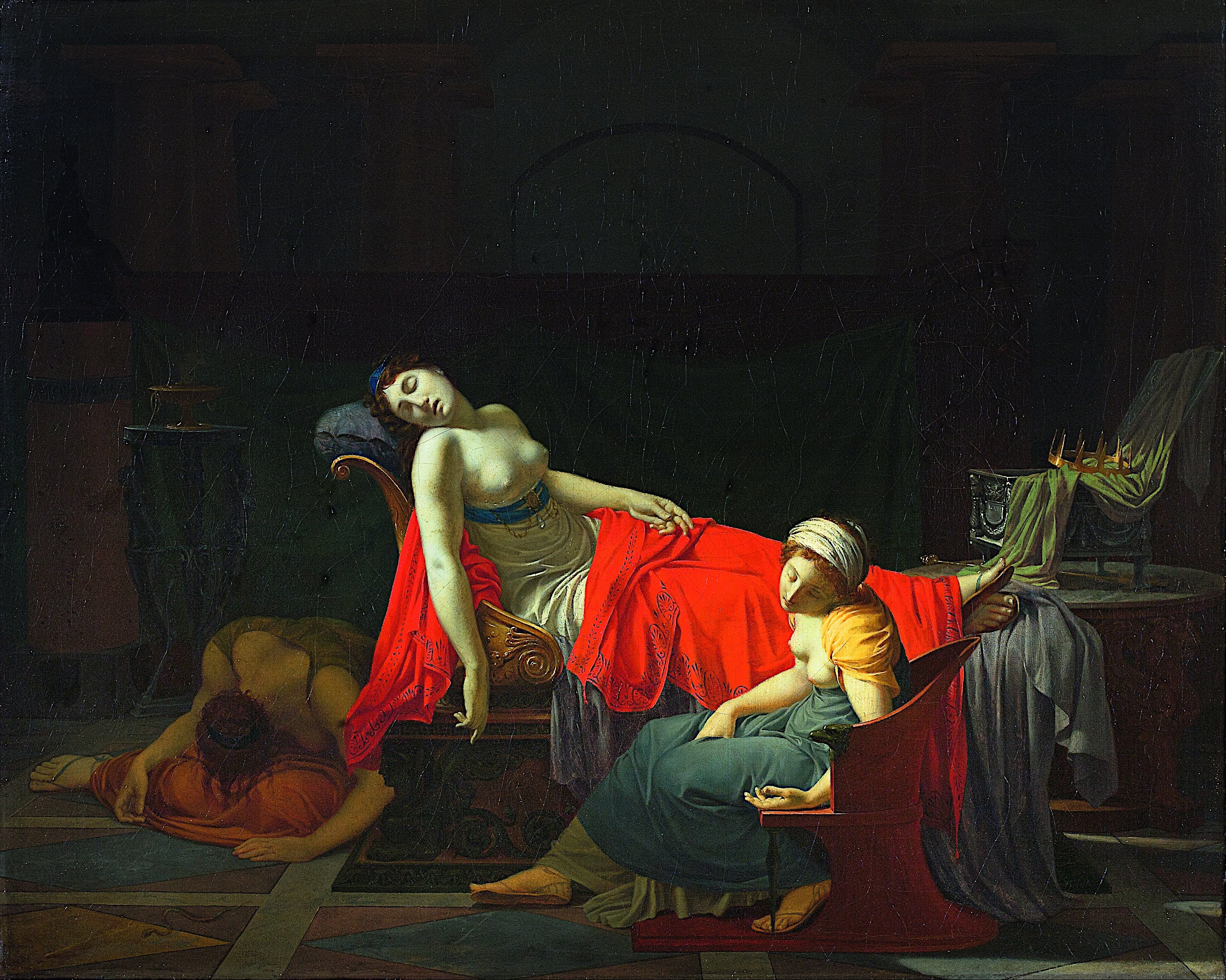
La muerte de Cleopatra (1796-1797), de Jean-Baptiste Regnault.

Octavio llegó a Alejandría, ocupó el palacio y arrestó a los tres hijos más pequeños de Cleopatra. Cuando se reunió con él, Cleopatra le dijo sin rodeos «no seré exhibida en un triunfo» —en griego antiguo: οὑ θριαμβεύσομαι, romanizado: ou thriambéusomai— que, según Livio, es una de las pocas inscripciones de palabras exactas suyas. Octavio le prometió que la mantendría con vida, pero no le dio ninguna explicación sobre sus planes futuros para su reino. Cuando un confidente le informó que planeaba trasladarla a ella y a sus hijos a Roma tres días después, optó por el suicidio, ya que no tenía intención de ser expuesta en un triunfo como su hermana Arsínoe IV. No está claro si el suicidio de Cleopatra en agosto de 30 a. C., a la edad de 39 años, tuvo lugar en el palacio o en su tumba. Se dice que estaba acompañada por sus sirvientas Eira (Iras) y Carmión (Charmion), que también se quitaron la vida. Octavio se enfureció por este desenlace, pero la enterró con ceremonial real junto a Antonio en su tumba. El médico de Cleopatra, Olimpo, no explica la causa de su muerte, aunque la creencia popular es que permitió que un áspid o cobra egipcia la mordiera y envenenara. Plutarco narra esta historia, pero luego sugiere que se usó un instrumento (κνῆστις knêstis 'espina, púa, rallador') para introducir la toxina rascándose, mientras que Dion dice que se inyectó el veneno con una aguja (βελόνη belónē) y Estrabón aboga por algún tipo de ungüento. No se encontró ninguna serpiente venenosa con el cadáver, pero tenía pequeñas heridas punzantes en el brazo que podrían haber sido causadas por una aguja.
Cleopatra decidió en sus últimos momentos enviar a Cesarión al Alto Egipto, tal vez planeando huir a Nubia, Etiopía o la India. Cesarión pasó a ser Ptolomeo XV, aunque durante solo 18 días hasta que es ejecutado por orden de Octavio el 29 de agosto de 30 a. C., tras regresar a Alejandría bajo la falsa idea de que le permitiría ser rey. Octavio estaba convencido por el consejo del filósofo Ario Dídimo de que en el mundo solo había lugar para un César. Con la caída del reino ptolemaico, se estableció la provincia romana de Egipto, marcando el final del periodo helenístico. En enero de 27 a. C. Octavio fue nombrado Augusto («el venerado») y acumuló poderes constitucionales que lo convirtieron en el primer emperador romano, iniciando la era del Principado del Imperio romano.

## Reinado y papel como monarca

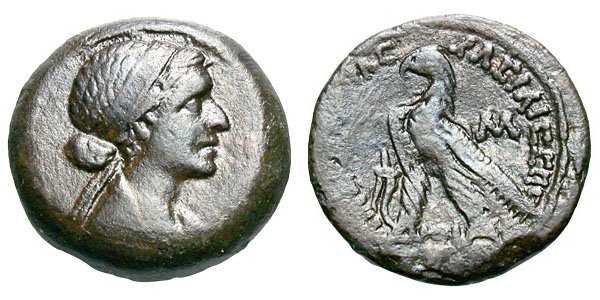
Cleopatra en una moneda de 40 dracmas del 51-, acuñada en Alejandría con la inscripción ΒΑΣΙΛΙΣΣΗΣ ΚΛΕΟΠΑΤΡΑΣ en el reverso.

Siguiendo la tradición de los gobernantes macedonios, Cleopatra gobernó Egipto y otros territorios como Chipre como un monarca absoluto, ejerciendo como única legisladora de su reino. También fue su principal autoridad religiosa, presidiendo ceremonias dedicadas a las deidades de las religiones politeístas tanto egipcia como griega. Supervisó la construcción de varios templos para los dioses egipcios y griegos, una sinagoga para los judíos de Egipto, e incluso construyó el Cesáreo de Alejandría, dedicado a la celebración del culto imperial de su patrono y amante Julio César.
Participaba directamente en los asuntos administrativos de su dominio, abordando crisis como una hambruna ordenando a los graneros reales que distribuyeran alimentos a la población hambrienta durante una sequía al comienzo de su reinado. Aunque la economía centralizada que ella administraba era más un ideal que una realidad, su gobierno intentó imponer controles de precios, aranceles y monopolio estatal para ciertos bienes, tipos de cambio fijos para las divisas extranjeras y leyes rígidas que obligaban a los campesinos a permanecer en sus aldeas durante las temporadas de siembra y cosecha.
Aparentemente algunos problemas financieros llevaron a Cleopatra a devaluar su moneda, que consistía en monedas de plata y bronce, pero no monedas de oro como las de algunos de sus lejanos predecesores ptolemaicos.

## Linaje
Cleopatra perteneció a la dinastía grecomacedonia de los ptolomeos, sus orígenes europeos se remontan al norte de Grecia. A través de su padre, Ptolomeo XII Auletes, era descendiente de dos destacados somatophylakes de Alejandro el Grande de Macedonia: el general Ptolomeo I Sóter, fundador del reino ptolemaico de Egipto y Seleuco I Nicátor, el fundador grecomacedonio del Imperio seléucida de Asia Occidental. Mientras que la rama paterna de Cleopatra puede seguirse a través de su padre, no se conoce con seguridad la identidad de su madre. Presumiblemente era hija de Cleopatra VI Trifena (también conocida como Cleopatra V Trifena), la prima-esposa o la hermana-esposa de Ptolomeo XII.
Cleopatra I Sira fue el único miembro de la dinastía ptolemaica que con toda certeza introdujo alguna ascendencia no griega, pues era descendiente de Apama I, la esposa persa sogdiana de Seleuco I. Por lo general se cree que los ptolomeos no se mezclaron con los egipcios nativos. Michael Grant afirma que solo hay una amante egipcia conocida de un Ptolomeo y no se sabe de ninguna esposa, argumentando además que Cleopatra probablemente no tenía ningún ancestro egipcio y que «se describió a sí misma como griega». Stacy Schiff escribe que Cleopatra era grecomacedonia con una cierta ascendencia persa, argumentando que era raro que los ptolomeos tuvieran una amante egipcia. El arqueólogo estadounidense Duane W. Roller cree que Cleopatra podría haber sido la hija de una mujer mitad grecomacedonia, mitad egipcia, perteneciente a una familia de sacerdotes consagrados a Ptah (una hipótesis generalmente no aceptada por la comunidad académica estudiosa de Cleopatra), pero sostiene que cualquiera que fuera la ascendencia de Cleopatra, ella apreciaba más su estirpe ptolemaica griega. El historiador británico Ernle Bradford escribió que Cleopatra no desafió a Roma como egipcia, «sino como una griega culta».
Por parte de la propaganda romana contraria a ella, nunca se lanzó una acusación de que fuera hija ilegítima. Estrabón fue el único historiador antiguo que afirmó que los hijos de Ptolomeo XII nacidos después de Berenice IV, incluida Cleopatra, eran ilegítimos. Cleopatra V (o VI) fue expulsada de la corte de Ptolomeo XII a finales de 69 a. C., pocos meses después del nacimiento de Cleopatra, mientras que los tres hijos menores de Ptolomeo XII nacieron en ausencia de su esposa.
El alto grado de endogamia entre los ptolomeos también queda ilustrado por la ascendencia inmediata de Cleopatra, de la cual se muestra a continuación una reconstrucción. El árbol genealógico que se muestra a continuación también incluye a Cleopatra V, esposa de Ptolomeo XII, como hija de Ptolomeo X Alejandro I y Berenice III, lo que la convertiría en prima de su marido, Ptolomeo XII, pero podría haber sido hija de Ptolomeo IX Látiro, lo que en su lugar la habría convertido en hermana-esposa de Ptolomeo XII. Los confusos relatos de antiguas fuentes primarias también han llevado a los eruditos a identificar a la esposa de Ptolomeo XII como Cleopatra V o Cleopatra VI; esta última puede haber sido en realidad hija de Ptolomeo XII y algunos la utilizan como una indicación de que Cleopatra V había muerto en el año 69 a. C. en lugar de reaparecer como cogobernante con Berenice IV en el año 58 a. C. (durante el exilio de Ptolomeo XII en Roma).
|                        |                        |                        |                        | Ptolomeo V Epífanes       | Ptolomeo V Epífanes       | Ptolomeo V Epífanes       | Ptolomeo V Epífanes       | Ptolomeo V Epífanes       | Ptolomeo V Epífanes       |                       |                       | Cleopatra I Sira      | Cleopatra I Sira      | Cleopatra I Sira   | Cleopatra I Sira   | Cleopatra I Sira     | Cleopatra I Sira     |                      |                      |                      |                      |              |              |              |              |
|                        |                        |                        |                        | Ptolomeo V Epífanes       | Ptolomeo V Epífanes       | Ptolomeo V Epífanes       | Ptolomeo V Epífanes       | Ptolomeo V Epífanes       | Ptolomeo V Epífanes       |                       |                       | Cleopatra I Sira      | Cleopatra I Sira      | Cleopatra I Sira   | Cleopatra I Sira   | Cleopatra I Sira     | Cleopatra I Sira     |                      |                      |                      |                      |              |              |              |              |
|                        |                        |                        |                        |                           |                           |                           |                           |                           |                           |                       |                       |                       |                       |                    |                    |                      |                      |                      |                      |                      |                      |              |              |              |              |
|                        |                        |                        |                        |                           |                           |                           |                           |                           |                           |                       |                       |                       |                       |                    |                    |                      |                      |                      |                      |                      |                      |              |              |              |              |
|                        |                        |                        |                        |                           |                           |                           |                           | Ptolomeo VI Filométor     | Ptolomeo VI Filométor     | Ptolomeo VI Filométor | Ptolomeo VI Filométor | Ptolomeo VI Filométor | Ptolomeo VI Filométor |                    |                    | Cleopatra II         | Cleopatra II         | Cleopatra II         | Cleopatra II         | Cleopatra II         | Cleopatra II         |              |              |              |              |
|                        |                        |                        |                        |                           |                           |                           |                           | Ptolomeo VI Filométor     | Ptolomeo VI Filométor     | Ptolomeo VI Filométor | Ptolomeo VI Filométor | Ptolomeo VI Filométor | Ptolomeo VI Filométor |                    |                    | Cleopatra II         | Cleopatra II         | Cleopatra II         | Cleopatra II         | Cleopatra II         | Cleopatra II         |              |              |              |              |
|                        |                        |                        |                        |                           |                           |                           |                           |                           |                           |                       |                       |                       |                       |                    |                    |                      |                      |                      |                      |                      |                      |              |              |              |              |
|                        |                        | Ptolomeo VIII Fiscón   | Ptolomeo VIII Fiscón   | Ptolomeo VIII Fiscón      | Ptolomeo VIII Fiscón      | Ptolomeo VIII Fiscón      | Ptolomeo VIII Fiscón      |                           |                           |                       |                       | Cleopatra III         | Cleopatra III         | Cleopatra III      | Cleopatra III      | Cleopatra III        | Cleopatra III        |                      |                      |                      |                      |              |              |              |              |
|                        |                        | Ptolomeo VIII Fiscón   | Ptolomeo VIII Fiscón   | Ptolomeo VIII Fiscón      | Ptolomeo VIII Fiscón      | Ptolomeo VIII Fiscón      | Ptolomeo VIII Fiscón      |                           |                           |                       |                       | Cleopatra III         | Cleopatra III         | Cleopatra III      | Cleopatra III      | Cleopatra III        | Cleopatra III        |                      |                      |                      |                      |              |              |              |              |
|                        |                        |                        |                        |                           |                           |                           |                           |                           |                           |                       |                       |                       |                       |                    |                    |                      |                      |                      |                      |                      |                      |              |              |              |              |
|                        |                        |                        |                        |                           |                           |                           |                           |                           |                           |                       |                       |                       |                       |                    |                    |                      |                      |                      |                      |                      |                      |              |              |              |              |
|                        |                        |                        |                        | Cleopatra Selene de Siria | Cleopatra Selene de Siria | Cleopatra Selene de Siria | Cleopatra Selene de Siria | Cleopatra Selene de Siria | Cleopatra Selene de Siria |                       |                       | Ptolomeo IX Látiro    | Ptolomeo IX Látiro    | Ptolomeo IX Látiro | Ptolomeo IX Látiro | Ptolomeo IX Látiro   | Ptolomeo IX Látiro   |                      |                      | Cleopatra IV         | Cleopatra IV         | Cleopatra IV | Cleopatra IV | Cleopatra IV | Cleopatra IV |
|                        |                        |                        |                        | Cleopatra Selene de Siria | Cleopatra Selene de Siria | Cleopatra Selene de Siria | Cleopatra Selene de Siria | Cleopatra Selene de Siria | Cleopatra Selene de Siria |                       |                       | Ptolomeo IX Látiro    | Ptolomeo IX Látiro    | Ptolomeo IX Látiro | Ptolomeo IX Látiro | Ptolomeo IX Látiro   | Ptolomeo IX Látiro   |                      |                      | Cleopatra IV         | Cleopatra IV         | Cleopatra IV | Cleopatra IV | Cleopatra IV | Cleopatra IV |
|                        |                        |                        |                        |                           |                           |                           |                           |                           |                           |                       |                       |                       |                       |                    |                    |                      |                      |                      |                      |                      |                      |              |              |              |              |
|                        |                        |                        |                        |                           |                           |                           |                           |                           |                           |                       |                       |                       |                       |                    |                    |                      |                      |                      |                      |                      |                      |              |              |              |              |
| Ptolomeo X Alejandro I | Ptolomeo X Alejandro I | Ptolomeo X Alejandro I | Ptolomeo X Alejandro I | Ptolomeo X Alejandro I    | Ptolomeo X Alejandro I    |                           |                           | Berenice III              | Berenice III              | Berenice III          | Berenice III          | Berenice III          | Berenice III          |                    |                    |                      |                      |                      |                      |                      |                      |              |              |              |              |
| Ptolomeo X Alejandro I | Ptolomeo X Alejandro I | Ptolomeo X Alejandro I | Ptolomeo X Alejandro I | Ptolomeo X Alejandro I    | Ptolomeo X Alejandro I    |                           |                           | Berenice III              | Berenice III              | Berenice III          | Berenice III          | Berenice III          | Berenice III          |                    |                    |                      |                      |                      |                      |                      |                      |              |              |              |              |
|                        |                        |                        |                        |                           |                           |                           |                           |                           |                           |                       |                       |                       |                       |                    |                    |                      |                      |                      |                      |                      |                      |              |              |              |              |
|                        |                        |                        |                        |                           |                           |                           |                           |                           |                           |                       |                       |                       |                       |                    |                    |                      |                      |                      |                      |                      |                      |              |              |              |              |
|                        |                        |                        |                        | Cleopatra V Trifena       | Cleopatra V Trifena       | Cleopatra V Trifena       | Cleopatra V Trifena       | Cleopatra V Trifena       | Cleopatra V Trifena       |                       |                       |                       |                       |                    |                    | Ptolomeo XII Auletes | Ptolomeo XII Auletes | Ptolomeo XII Auletes | Ptolomeo XII Auletes | Ptolomeo XII Auletes | Ptolomeo XII Auletes |              |              |              |              |
|                        |                        |                        |                        | Cleopatra V Trifena       | Cleopatra V Trifena       | Cleopatra V Trifena       | Cleopatra V Trifena       | Cleopatra V Trifena       | Cleopatra V Trifena       |                       |                       |                       |                       |                    |                    | Ptolomeo XII Auletes | Ptolomeo XII Auletes | Ptolomeo XII Auletes | Ptolomeo XII Auletes | Ptolomeo XII Auletes | Ptolomeo XII Auletes |              |              |              |              |
|                        |                        |                        |                        |                           |                           |                           |                           |                           |                           |                       |                       |                       |                       |                    |                    |                      |                      |                      |                      |                      |                      |              |              |              |              |
|                        |                        |                        |                        |                           |                           |                           |                           |                           |                           |                       |                       |                       |                       |                    |                    |                      |                      |                      |                      |                      |                      |              |              |              |              |
|                        |                        |                        |                        |                           |                           |                           |                           |                           |                           |                       |                       |                       |                       |                    |                    | Cleopatra VII        |                      |                      |                      |                      |                      |              |              |              |              |

## Legado

### Descendientes
Los tres hijos que le sobrevivieron, Cleopatra Selene II, Alejandro Helios y Ptolomeo Filadelfo, fueron enviados a Roma con la hermana de Octavio, Octavia la Menor, exesposa de su padre, como su tutora. Cleopatra Selene II y Alejandro Helios estuvieron presentes en el triunfo de Octavio en 29 a. C. Se desconoce el destino de Alejandro Helios y Ptolomeo Filadelfo después de esta fecha. Octavia organizó el esponsal de Cleopatra Selene II con Juba II, hijo de Juba I, cuyo reino norteafricano de Numidia había sido convertido por Julio César en provincia romana en el año 46 a. C. por el apoyo de Juba I a Pompeyo. El emperador Augusto nombró a Juba II y Cleopatra Selene II, después de su boda en el año 25 a. C., como los nuevos gobernantes de Mauritania, donde transformaron la antigua ciudad cartaginesa de Iol en su nueva capital, rebautizada como Caesarea Mauretaniae (hoy Cherchell, Argelia). Cleopatra Selene II trajo muchos eruditos, artistas y consejeros importantes de la corte real de su madre en Alejandría para servirla en Cesarea, ahora imbuida de la cultura griega helenística. También bautizó a su hijo Ptolomeo de Mauritania, en honor a su herencia dinástica ptolemaica.
Cleopatra Selene II murió alrededor del año 5 a. C., y cuando Juba II murió en el año 23/24 d. C. fue sucedido por su hijo Ptolomeo. Sin embargo, Ptolomeo fue finalmente ejecutado por el emperador romano Calígula en el año 40 d. C., tal vez bajo el pretexto de que Ptolomeo había acuñado ilegalmente su propia moneda real y había utilizado iura regalia reservada al emperador romano. Ptolomeo de Mauritania fue el último monarca conocido de la dinastía ptolemaica, aunque la reina Zenobia, del efímero Imperio de Palmira durante la crisis del siglo III, reclamaría su descendencia de Cleopatra.

### Historiografía y literatura romana

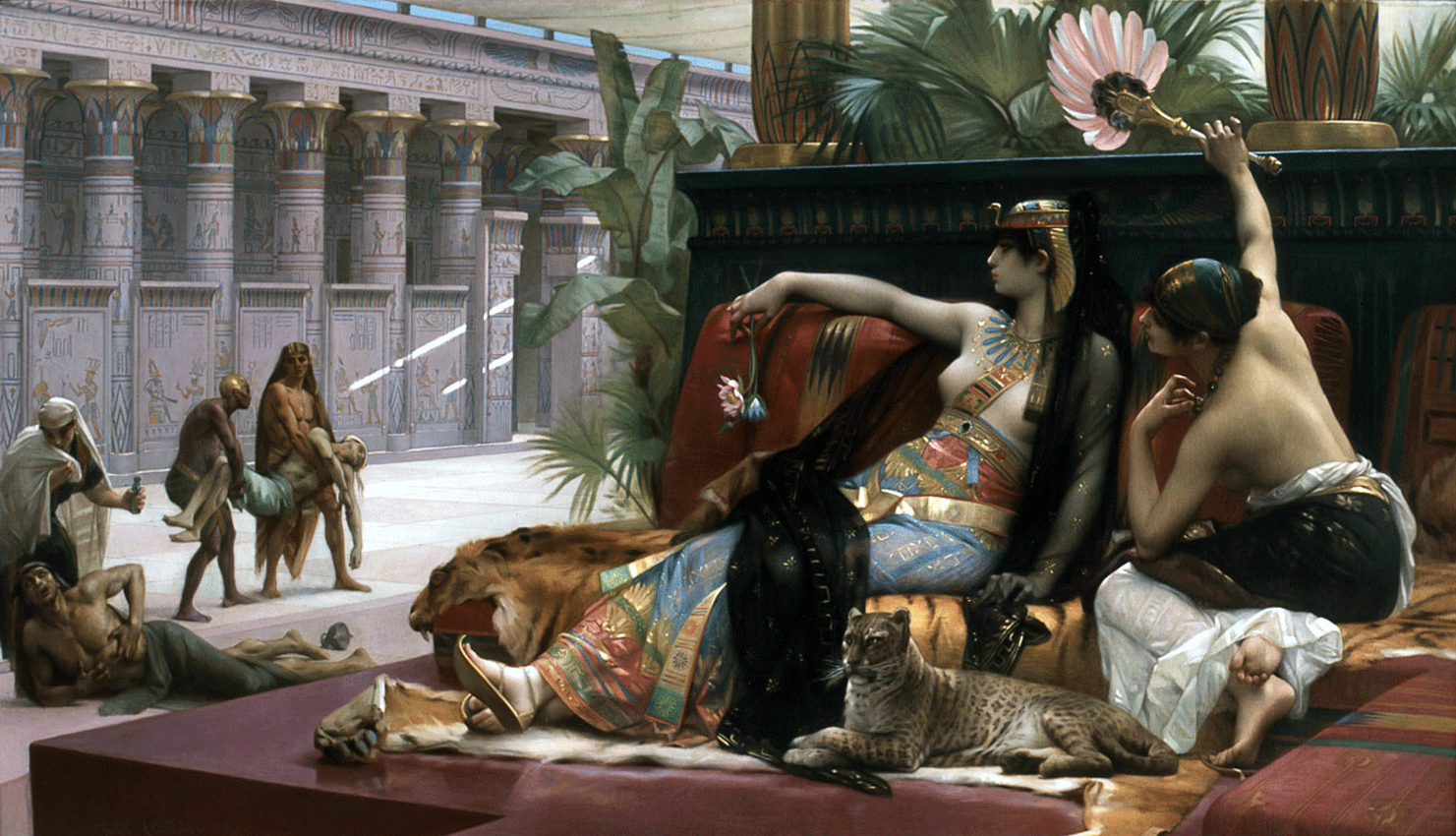
Cleopatra probando venenos con condenados a muerte (1887), de Alexandre Cabanel.

Aunque casi 50 obras antiguas de la historiografía romana hacen referencia a Cleopatra, por lo general solo incluyen breves relatos de la batalla de Accio, su suicidio y la propaganda augustal sobre sus defectos personales. A pesar de no ser una biografía de Cleopatra, la Vida de Antonio escrita por Plutarco en el siglo I d. C. como parte de su Vidas paralelas proporciona la narración más completa que se conserva de la vida de Cleopatra. Plutarco vivió un siglo después de la reina egipcia, pero se basó en fuentes primarias, como Filotas de Anfisa, que tenía acceso al palacio real de Ptolomeo, Olimpo, el médico personal de Cleopatra o Quinto Delio, un confidente cercano a Marco Antonio y Cleopatra. El trabajo de Plutarco incluye tanto la visión augustal de Cleopatra —que se convirtió en canon en su época— como fuentes ajenas a esta tradición, como los informes de testigos presenciales.
El historiador judeorromano Flavio Josefo, del siglo I d. C., proporciona información valiosa sobre la vida de Cleopatra a través de su relación diplomática con Herodes I el Grande. Sin embargo, esta obra se basa en gran medida en las memorias de Herodes y en el relato sesgado de Nicolás de Damasco, el tutor de los hijos de Cleopatra en Alejandría antes de que se trasladara a Judea para servir como consejero y cronista en la corte de Herodes. La Historia romana publicada por el alto funcionario e historiador Dion Casio a principios del siglo III d. C., si bien no comprende plenamente las complejidades del mundo helenístico tardío, proporciona sin embargo una historia de la era del reinado de Cleopatra.

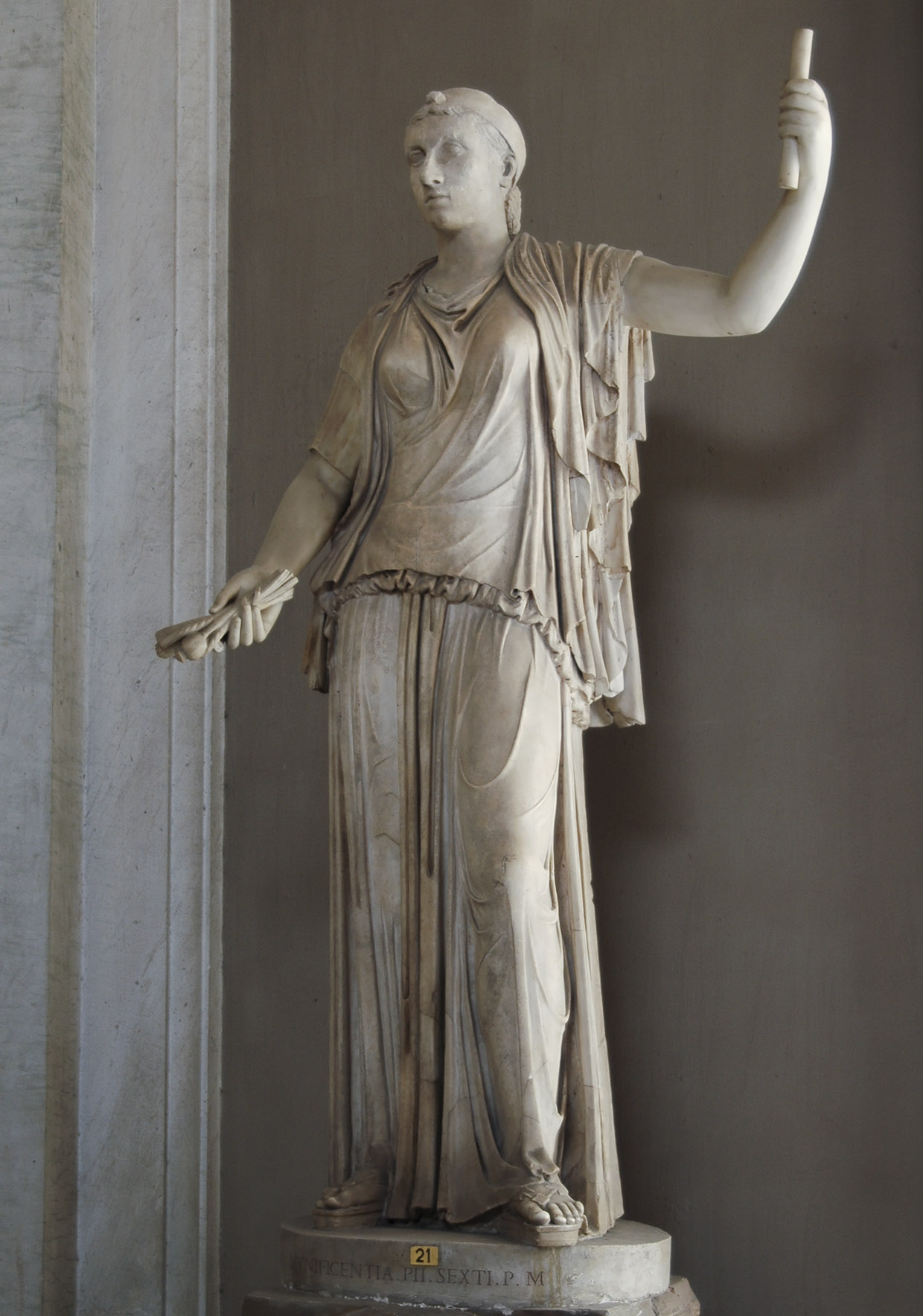
Estatua romana restaurada en mármol de Cleopatra encontrada en la Vía Cassia, expuesta en el Museo Pio-Clementino.

Apenas se la menciona en De bello Alexandrino, las memorias de un desconocido oficial que sirvió bajo el mando de César. Los escritos de Cicerón, quien la conoció personalmente, ofrecen un retrato poco halagador de Cleopatra. Los autores del periodo augustal Virgilio, Horacio, Propercio y Ovidio perpetuaron la visión negativa de Cleopatra establecida por el régimen romano gobernante, aunque Virgilio instituyó la idea de Cleopatra como una figura del romance y del melodrama épico. Horacio también consideraba el suicidio de Cleopatra como una alternativa positiva, una idea que fue aceptada en la Baja Edad Media con Geoffrey Chaucer. Los historiadores Estrabón, Veleyo, Valerio Máximo, Plinio el Viejo y Apiano, aunque no ofrecían relatos tan completos como Plutarco, Josefo o Dion, proporcionaron algunos detalles de su vida que no habían pervivido en otros registros históricos. Las inscripciones en las monedas contemporáneas ptolemaicas y algunos documentos egipcios en papiro reflejan el punto de vista de Cleopatra, pero este material es muy limitado en comparación con las obras literarias romanas. La fragmentada Libyka encomendada por el yerno de Cleopatra, Juba II, permite vislumbrar un posible conjunto de material historiográfico que apoya la perspectiva de Cleopatra.
El hecho de ser mujer quizás la ha llevado a ser una figura menor, si no insignificante, en la historiografía antigua, medieval e incluso moderna sobre el antiguo Egipto y el mundo grecorromano. Por ejemplo, el historiador Ronald Syme afirmó que ella no tenía mucha importancia para César y que la propaganda de Octavio incrementó su importancia en un grado excesivo. Aunque la opinión generalizada de Cleopatra era la de una promiscua seductora, solo tuvo dos parejas conocidas, César y Antonio, los dos romanos más prominentes de la época, quienes tenían más probabilidades de asegurar la continuidad de su dinastía. Plutarco la describió más como poseedora de una fuerte personalidad y un ingenio encantador que por su belleza física.

### Representaciones culturales

#### En el arte antiguo

##### Estatuas
Cleopatra fue representada en varias obras de arte antiguas, tanto en el estilo egipcio como en el helenístico y romano. Entre las obras que se conservan se encuentran estatuas, bustos, relieves y monedas acuñadas, así como antiguos camafeos tallados, como uno que representa a Cleopatra y Antonio en el estilo helenístico, hoy en el Altes Museum de Berlín. Se realizaron imágenes contemporáneas de Cleopatra tanto dentro como fuera del Egipto ptolemaico. Por ejemplo, existía una estatua a tamaño natural de bronce cubierto con pan de oro de Cleopatra en el interior del templo de Venus Genetrix en Roma, la primera vez que una persona viva tuvo su estatua colocada al lado de la de una deidad en un templo romano; fue erigida allí por César y permaneció en el templo al menos hasta el siglo III d. C., quizás conservada gracias al mecenazgo de César, si bien Augusto no retiró ni destruyó obras de arte de Cleopatra en Alejandría.
Entre las estatuas romanas que se conservan, una suya de estilo romano a tamaño natural fue encontrada cerca de la Tomba di Nerone, Roma, en la Vía Cassia y que hoy se encuentra en el Museo Pio-Clementino, parte de los Museos Vaticanos. Plutarco, en su Vida de Antonio, afirmó que las estatuas públicas de Antonio fueron derribadas por Augusto, pero las de Cleopatra fueron preservadas después de su muerte gracias a que su amigo Archibio pagó al emperador 2000 talentos para disuadirlo de destruirlas.
Desde la década de 1950 los estudiosos han debatido si la Venus Esquilina (descubierta en 1874 en la colina Esquilina de Roma y expuesta en el palacio de los Conservadores de los Museos Capitolinos) es o no una representación de Cleopatra, basándose en el peinado y los rasgos faciales de la estatua, en la aparente diadema real que lleva sobre la cabeza, y en la cobra egipcia ureus enroscada en la base. Los detractores de esta teoría argumentan que la cara de esta estatua es más delgada que la del retrato de Berlín y afirman que era poco probable que fuera representada desnuda como la diosa Venus (o la Afrodita griega). Sin embargo, fue representada en una estatua egipcia como la diosa Isis, y algunas de sus monedas la representan como Venus-Afrodita. Cleopatra estaba vestida como Afrodita cuando conoció a Antonio en Tarso. La Venus Esquilina está considerada generalmente como una copia romana de mediados del siglo I d. C. de un original griego del siglo I a. C. de la escuela de Pasiteles.

##### En monedas

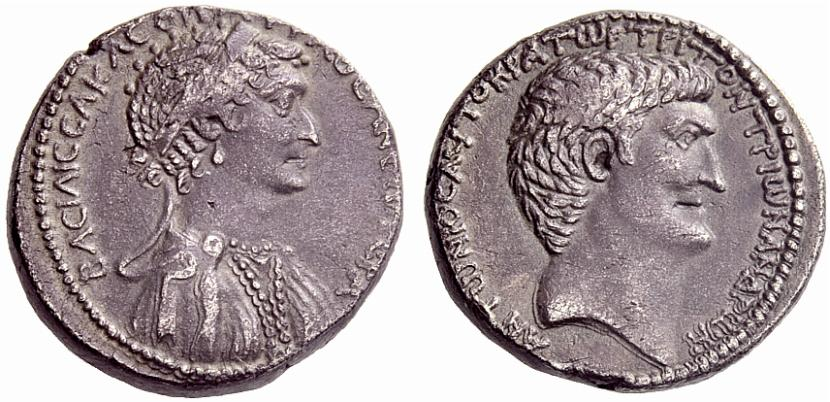
Cleopatra y Marco Antonio en el anverso y reverso, respectivamente, de una tetradracma de plata acuñada en la ceca de Antioquía en el año

Entre las monedas que se conservan del reinado de Cleopatra encontramos piezas de todos los años de su reinado, desde el 51 hasta el 30 a. C. Cleopatra, la única mujer de la dinastía ptolemaica que emitió monedas con su propio nombre y efigie (que solo aparece ella), casi con toda seguridad inspiró a su pareja César a convertirse en el primer romano vivo en mostrar su retrato en una moneda. Cleopatra fue también la primera reina extranjera de la que su imagen apareció en una moneda romana. Las monedas que datan del período de su matrimonio con Antonio, que también muestran su imagen, retratan a la reina con una nariz aquilina y una barbilla prominente muy parecidas a la de su esposo. Esta similitud de rasgos faciales seguía una tradición artística que representaba la armonía de una pareja real. Sus fuertes, casi masculinos rasgos faciales en estas monedas en particular son notablemente diferentes de las más suaves, delicadas y tal vez idealizadas imágenes de ella en los estilos egipcio o helenístico. Sus rasgos faciales masculinos en moneda acuñada son similares a los de su padre, Ptolomeo XII Auletes, quizás también a los de su antepasada ptolomeica Arsínoe II (316-260 a. C.) e incluso a representaciones de reinas anteriores como Hatshepsut y Nefertiti. Es probable, por conveniencia política, que la cara de Antonio no solo se amoldara a la suya, sino también a la de sus antepasados greco-macedonios que fundaron la dinastía ptolemaica, para familiarizarse ante sus súbditos como miembro legítimo de la casa real.
Las inscripciones en las monedas están escritas en griego, aunque utilizando el caso nominativo de las monedas romanas en lugar del genitivo de las monedas griegas, además de tener las letras colocadas en forma circular a lo largo de los bordes de la moneda en lugar de a través de ella horizontal o verticalmente como era costumbre en las griegas. Estas características de su moneda representan la síntesis de la cultura romana y helenística y tal vez también una afirmación a sus súbditos, por ambigua que resulte para los estudiosos modernos, sobre la superioridad de Antonio o Cleopatra sobre los demás. La profesora Diana Kleiner argumenta que Cleopatra, en una de sus monedas acuñada junto con la imagen de su marido Antonio, se representó a sí misma más masculina que en otros retratos y más parecida a una aceptable reina cliente romana que a un gobernante helenístico. Cleopatra ya había adoptado este aspecto masculino en las monedas antes de su relación con Antonio, como las acuñadas en la ceca de Ascalón durante su breve período de exilio en Siria y el Levante mediterráneo, algo que la egiptóloga Joann Fletcher explica como un intento de parecerse a su padre y como un sucesor legítimo de un gobernante ptolemaico masculino.
Varias monedas, como una tetradracma de plata acuñada en algún momento después de su boda con Antonio en el año 37 a. C., la representan luciendo una diadema real y un peinado ‘estilo melón’. La combinación de este peinado con una diadema también aparece en dos cabezas de mármol esculpidas que se conservan. Este peinado, con el cabello trenzado hacia atrás en un moño, es el mismo que llevaban sus ascendentes ptolemaicos Arsínoe II y Berenice II en sus monedas. Tras su visita a Roma en 46-44 a. C. se puso de moda que las mujeres romanas lo adoptaran como uno de sus peinados, pero fue abandonado por un estilo más modesto y austero durante el gobierno conservador de Augusto.

##### Bustos y cabezas grecorromanas
De los bustos y cabezas de Cleopatra de estilo grecorromano que se conservan, la escultura conocida como «Cleopatra de Berlín», expuesta en la colección Antikensammlung Berlin del Altes Museum, conserva la nariz completa, mientras que a la cabeza conocida como «Cleopatra Vaticana», expuesta en los Museos Vaticanos, le falta la nariz. Ambas lucen diademas reales, rasgos faciales similares y tal vez en su día tuvieron parecido con la cara de su estatua de bronce en el Templo de Venus Genetrix. Las dos datan de mediados del siglo I a. C. y fueron encontradas en villas romanas de la Vía Apia en Italia, la Vaticana en la Villa de los Quintili. El profesor español Francisco Pina Polo opina que las monedas de Cleopatra presentan su imagen con certeza y afirma que el retrato esculpido de la cabeza de Berlín tiene un perfil similar con el pelo recogido en un moño, diadema y nariz aguileña. Un tercer retrato esculpido de Cleopatra, generalmente aceptado por los académicos como auténtico, se conserva en el Museo Arqueológico de Cherchell, Argelia. Este retrato luce la diadema real y rasgos faciales similares a los de las cabezas de Berlín y el Vaticano, pero tiene un estilo de peinado diferente y puede ser que represente a Cleopatra Selene II, hija de Cleopatra. En los Museos Capitolinos se expone una posible escultura de Cleopatra de estilo egipcio en mármol pario con un tocado con un buitre; hallada cerca de un santuario de Isis en Roma y datado del siglo I a. C., es de origen romano o helenoegipcio.
Entre otras posibles representaciones esculpidas de Cleopatra se encuentra una expuesta en el Museo Británico de Londres, realizada en piedra caliza, que tal vez solo representa a una mujer de su séquito durante su viaje a Roma. La mujer de este retrato tiene rasgos faciales similares a los de las demás (incluida la pronunciada nariz aguileña), pero carece de una diadema real y luce un peinado diferente. Sin embargo, es posible que la cabeza del Museo Británico, que una vez perteneció a una estatua completa, represente a Cleopatra en una etapa diferente de su vida y que también represente un intento por su parte de prescindir del uso de la insignia real (es decir, la diadema) para hacerla más atractiva a los ciudadanos de la Roma republicana. El arqueólogo Duane W. Roller opina que la cabeza del Museo Británico, junto con las del Museo Egipcio de El Cairo, los Museos Capitolinos y la colección privada de Maurice Nahmen, aunque con rasgos faciales y peinados similares a los del retrato de Berlín pero sin diadema real, probablemente representan a miembros de la corte real o incluso a mujeres romanas que imitan el popular peinado de Cleopatra.

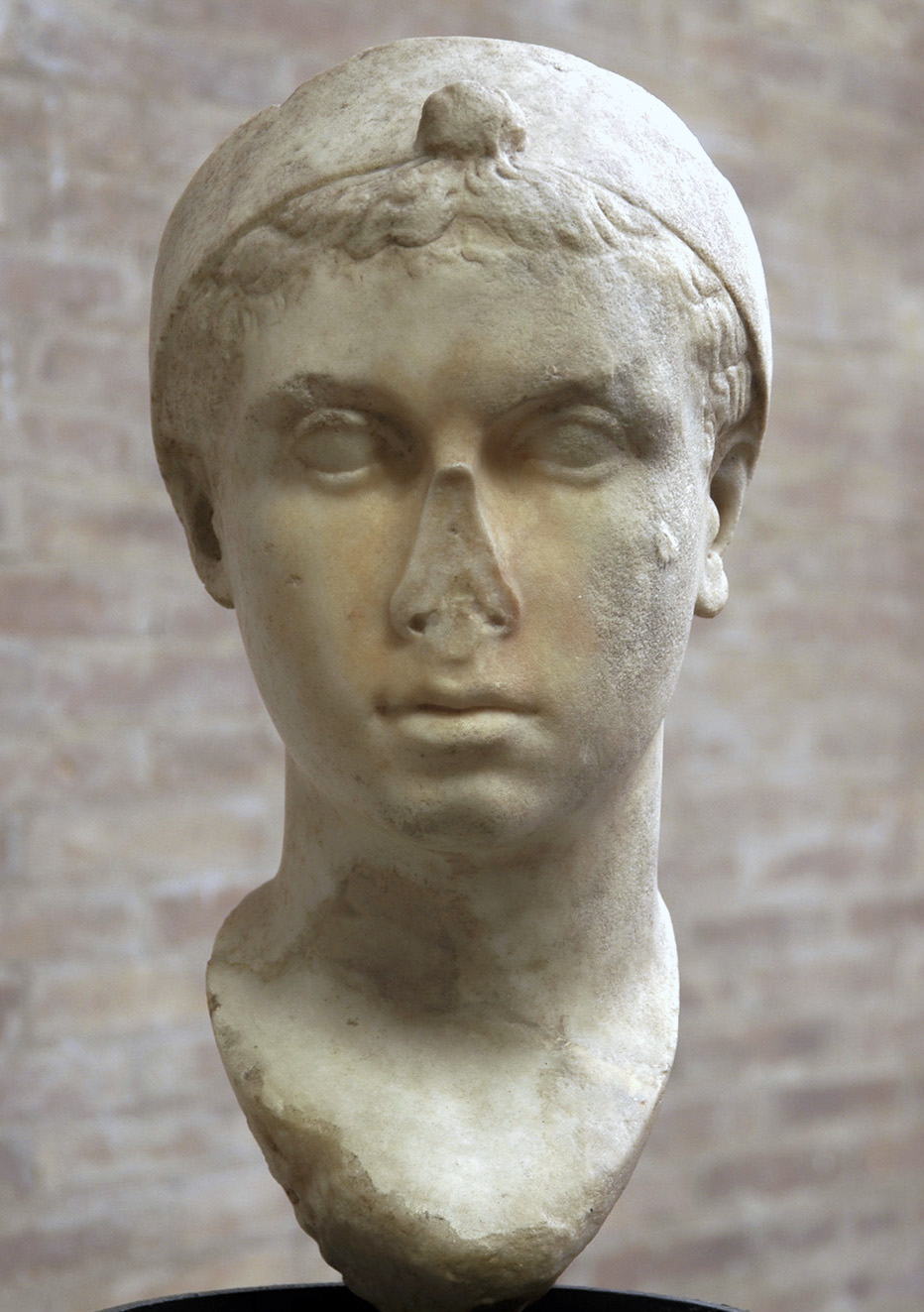
Cleopatra, mediados del siglo I a. C., con un peinado tipo «melón» y luciendo una helenística diadema real, expuesta en los Museos Vaticanos.
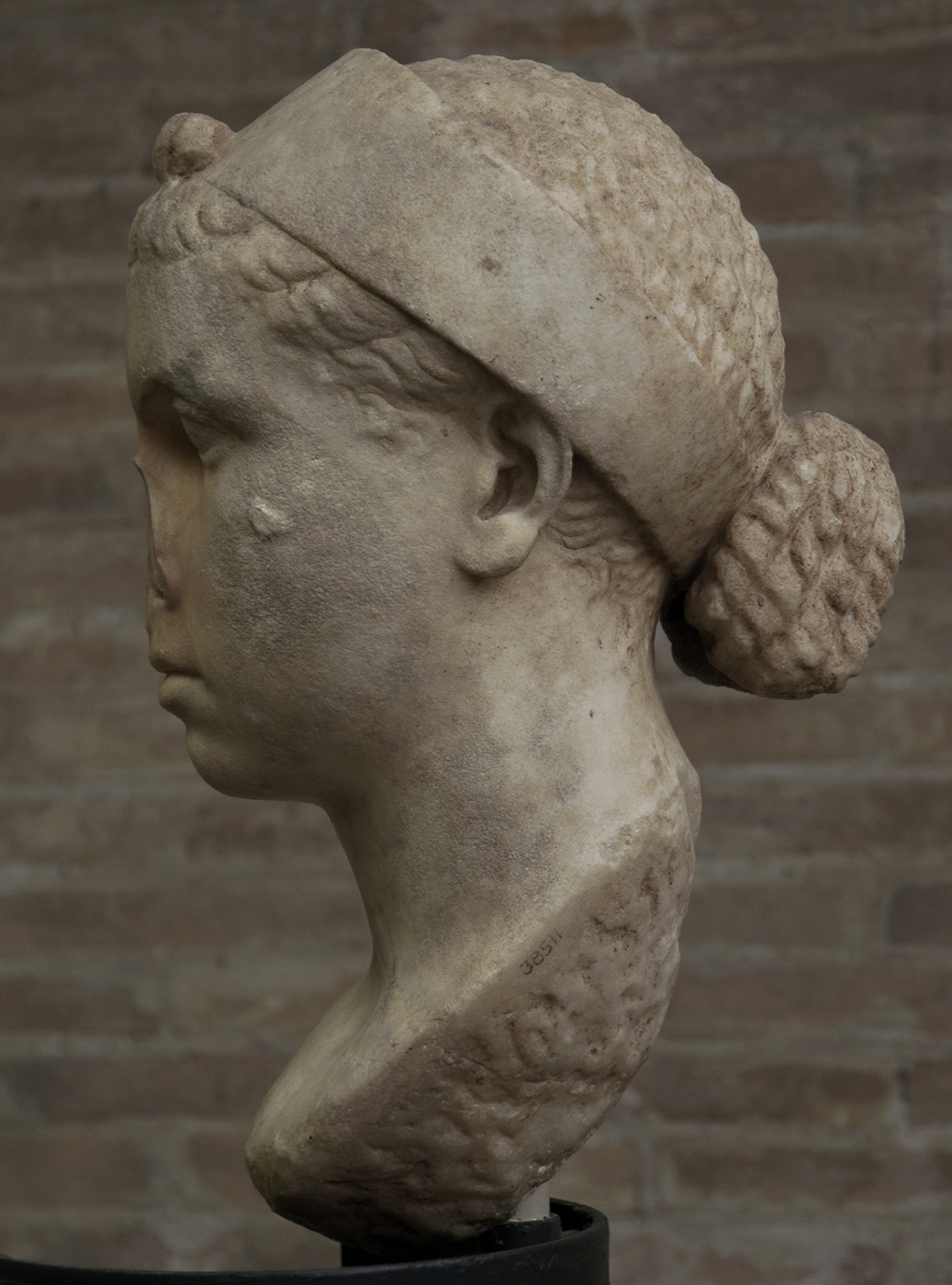
Vista de perfil de la Cleopatra del Vaticano.
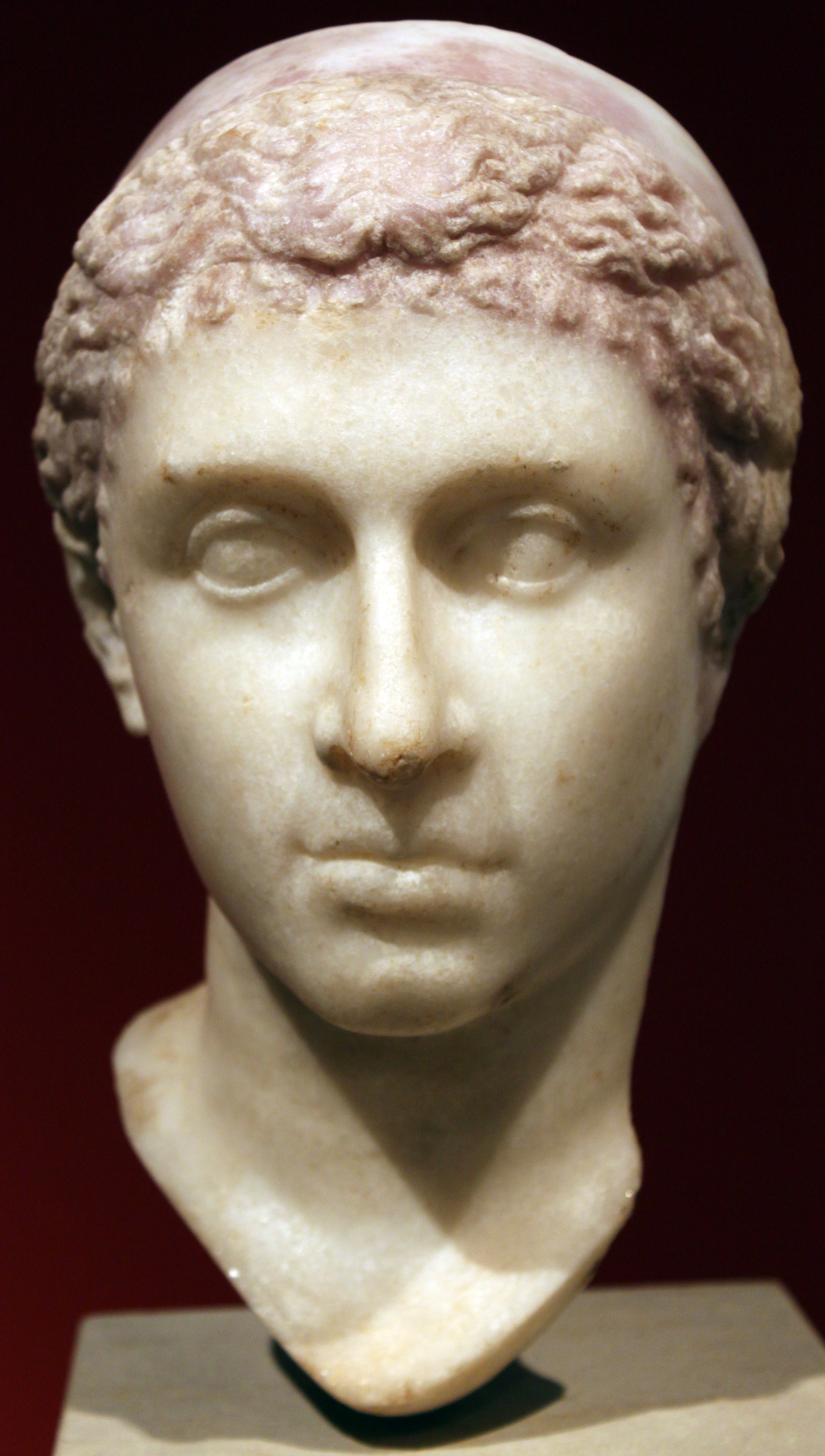
Cleopatra de Berlín, mediados del siglo I a. C., también con peinado tipo «melón» y diadema, expuesta en el Altes Museum.
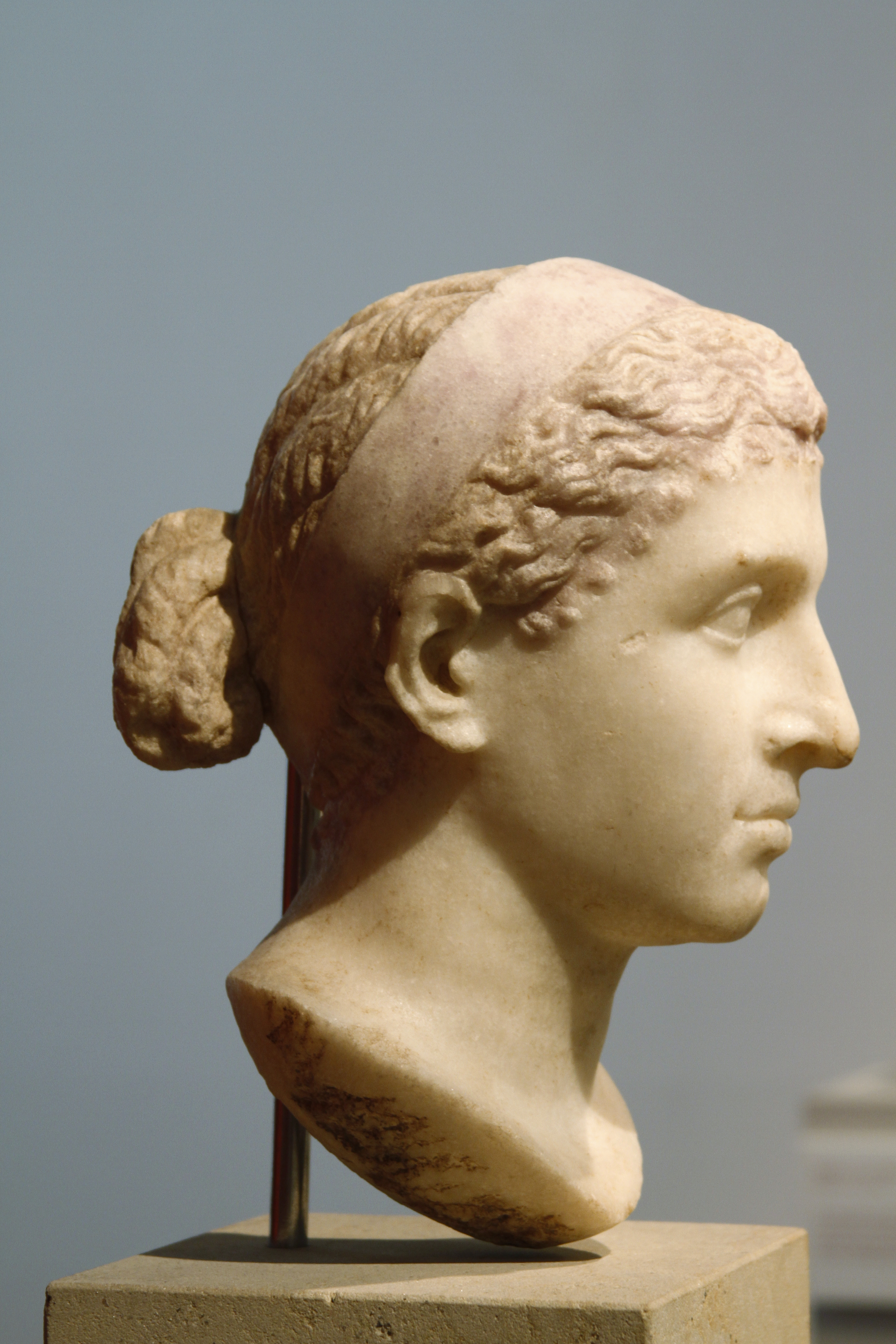
Vista de perfil de la Cleopatra de Berlín.

##### Pinturas

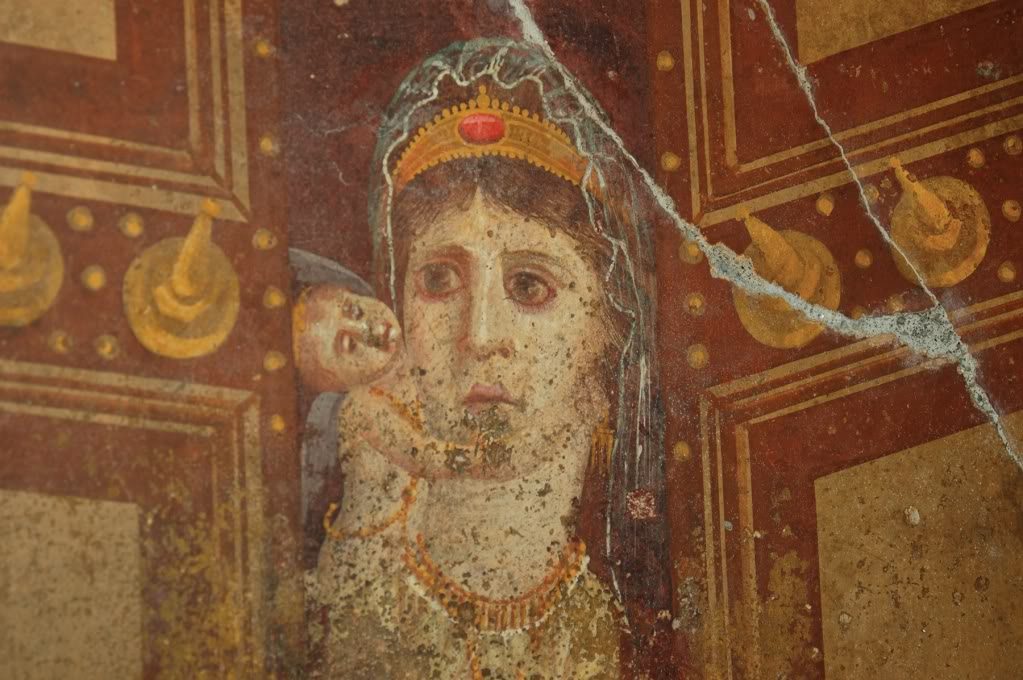
Pintura romana en la casa de Marco Fabio Rufo en Pompeya, que representa a Cleopatra como Venus Genetrix y a su hijo Cesarión como cupido, de mediados del

En la casa de Marco Fabio Rufo en Pompeya, Italia, una pintura mural de mediados del siglo I a. C. del segundo estilo pompeyano de la diosa Venus sosteniendo a un cupido cerca de las grandes puertas del templo es muy probable que sea una representación de Cleopatra como Venus Genetrix con su hijo Cesarión. La realización del cuadro probablemente coincida con la construcción del templo de Venus Genetrix en el foro de César en septiembre del 46 a. C., donde César hizo erigir una estatua de bronce y pan de oro que representaba a Cleopatra. Esta estatua probablemente fue la base de sus representaciones tanto en el arte esculpido como en este cuadro de Pompeya. La mujer en la pintura lleva una diadema real sobre su cabeza y es sorprendentemente similar en apariencia a la Cleopatra del Vaticano, que presenta posibles marcas en el mármol de su mejilla izquierda donde el brazo de un cupido puede haberse desprendido. La habitación con la pintura fue tapiada por su dueño, tal vez como reacción a la ejecución de Cesarión en el año 30 a. C. por orden de Octavio, cuando las representaciones públicas del hijo de Cleopatra habrían resultado poco propicias en el nuevo régimen romano. Detrás de su diadema dorada, coronada con una joya roja, hay un velo translúcido con arrugas que parecen sugerir el peinado estilo ‘melón’ predilecto de la reina. Su piel de color marfileño, cara redonda, larga nariz aguileña y grandes ojos redondos eran rasgos comunes de las deidades tanto en las representaciones romanas como en las ptolemaicas. Roller afirma que «no parece haber duda alguna de que se trata de una representación de Cleopatra y Cesarión ante las puertas del Templo de Venus en el Forum Julium y, como tal, se convierte en la única pintura contemporánea de la reina que se conserva.»
Otra pintura de Pompeya, de principios del siglo I d. C. y que se encuentra en la casa de Giuseppe II, contiene una posible representación de Cleopatra con su hijo Cesarión, ambos con diademas reales mientras ella se recuesta y toma veneno en un acto de suicidio. Originalmente se creyó que la pintura representaba a la noble cartaginesa Sofonisba, quien hacia el final de la segunda guerra púnica (218-201 a. C.) bebió veneno y se suicidó a instancias de su amante Masinisa, rey de Numidia. Entre los argumentos a favor de que sea Cleopatra está la estrecha relación de su casa con la de la familia real de Numidia, pues Masinisa y Ptolomeo VIII Fiscón estuvieron asociados y la propia hija de Cleopatra se casó con el príncipe numidio Juba II. Además, Sofonisba era una figura poco conocida cuando se pintó el cuadro, mientras que el suicidio de Cleopatra fue mucho más famoso. No aparece un áspid en el cuadro, pero muchos romanos opinaban que había tomado veneno en lugar de una mordedura de serpiente venenosa. Un conjunto de puertas dobles en la parte posterior, situadas muy por encima de las personas que hay en el cuadro, sugiere la descripción de la disposición de la tumba de Cleopatra en Alejandría. Un sirviente sostiene la boca de un cocodrilo egipcio (posiblemente un elaborado mango de bandeja), mientras que otro hombre de pie está vestido como un romano.
En 1818 se descubrió en el Templo de Serapis, en la villa de Adriano, cerca de Tívoli, Italia, una pintura encáustica, ya desaparecida en la actualidad, que representaba a Cleopatra suicidándose con un áspid mordiendo su pecho desnudo. Un análisis químico realizado en 1822 confirmó que el material para la pintura estaba compuesto de un tercio de cera y dos de resina. El espesor de la pintura sobre la carne desnuda de Cleopatra y sus paños eran similares a las pinturas de los retratos de momias de El Fayum. Un grabado sobre acero de 1885 de John Sartain, que representa la pintura descrita en el informe arqueológico, muestra a Cleopatra vistiendo ropaje y joyas egipcias de finales del periodo helenístico, así como la corona radiante de los gobernantes ptolemaicos, tal y como se ve en sus retratos en varias monedas acuñadas durante sus respectivos reinados. Después del suicidio de Cleopatra, Octavio encargó la realización de un cuadro que la representaba mordida por una serpiente, exhibiéndola en su lugar durante su desfile triunfal en Roma. El retrato de la muerte de Cleopatra quizá formaba parte del gran número de obras de arte y tesoros encontrados en un templo egipcio y trasladados a Roma por el emperador Adrianopara decorar su villa privada.
Una pintura romana sobre tabla encontrada en Herculano, Italia, del siglo I d. C. posiblemente representa a Cleopatra. Luce una diadema real, cabello rojo o castaño rojizo recogido en un moño con horquillas perladas, pendientes con colgantes en forma de bola, la piel blanca de su rostro y cuello contra un austero fondo negro. Su pelo y rasgos faciales son similares a los de los retratos esculpidos de Berlín y el Vaticano, así como a los de sus monedas. Un busto pintado muy similar de una mujer con una diadema azul en la llamada Casa del Huerto de Pompeya muestra imágenes de estilo egipcio, como una esfinge de estilo griego, puede haber sido obra del mismo artista.

##### Vasija de Portland
La Vasija de Portland, un jarrón romano de cristal con camafeos datado en el período augusto expuesto en el Museo Británico, muestra una posible representación de Cleopatra con Antonio. Según esta interpretación, veríamos a Cleopatra agarrar a Antonio atrayéndolo hacia ella mientras una serpiente (es decir, el áspid) se eleva entre sus piernas, Eros flotando y Anton, el presunto antepasado de la familia, mira con desesperación a medida que su descendiente Antonio es conducido a su perdición. El otro lado del jarrón quizás muestra una escena de Octavia, abandonada por su marido Antonio pero vigilada por su hermano, el emperador Augusto. El jarrón habría sido realizado no antes del 35 a. C., cuando Antonio envió a su esposa Octavia de vuelta a Italia y se quedó con Cleopatra en Alejandría.

##### Arte egipcio nativo

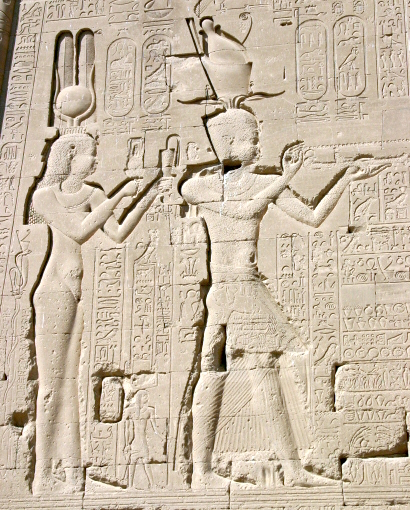
Cleopatra y su hijo Cesarión en el Templo de Dendera.

El Busto de Cleopatra expuesto en el Museo Real de Ontario representa un busto de la reina de estilo egipcio. Datado de mediados del siglo I a. C., es quizás la primera representación de Cleopatra como diosa y faraona gobernante de Egipto. La escultura tiene unos ojos pronunciados que comparten similitudes con las copias romanas de las obras de arte esculpidas ptolemaicas. El complejo del templo de Dendera, cerca de Dendera, Egipto, contiene imágenes talladas en relieve de estilo egipcio a lo largo de las paredes exteriores del templo de Hathor que representan a Cleopatra y a su hijo pequeño Cesarión como un faraón adulto y gobernante que hace ofrendas a los dioses. Augusto hizo inscribir allí su nombre después de la muerte de Cleopatra.
Se cree que una gran estatua de basalto negro ptolemaico de un metro de altura expuesto en el Museo del Hermitage, San Petersburgo, representa a Arsínoe II, esposa de Ptolomeo II, pero un análisis reciente indica que podría representar a su descendiente Cleopatra debido a los tres uraeus que adornan su tocado, en comparación con los dos utilizados por Arsínoe II para simbolizar su dominio sobre el Bajo y Alto Egipto. La mujer en la estatua también sostiene una cornucopia doble dividida (dikeras), que se puede ver en las monedas de Arsínoe II y Cleopatra. En su Kleopatra und die Caesaren (2006), el arqueólogo austríaco Bernard Andreae sostiene que esta estatua de basalto, al igual que otros retratos egipcios idealizados de la reina, no contiene rasgos faciales realistas y, por lo tanto, añade poco al conocimiento sobre su apariencia. El historiador británico Adrian Goldsworthy opina que, a pesar de estas representaciones en el estilo tradicional egipcio, Cleopatra solo se habría vestido de nativa «quizás para ciertos ritos» y en su lugar se vestiría normalmente como un monarca griego, lo que incluiría la diadema griega vista en sus bustos grecorromanos.

#### Época medieval e inicios moderna

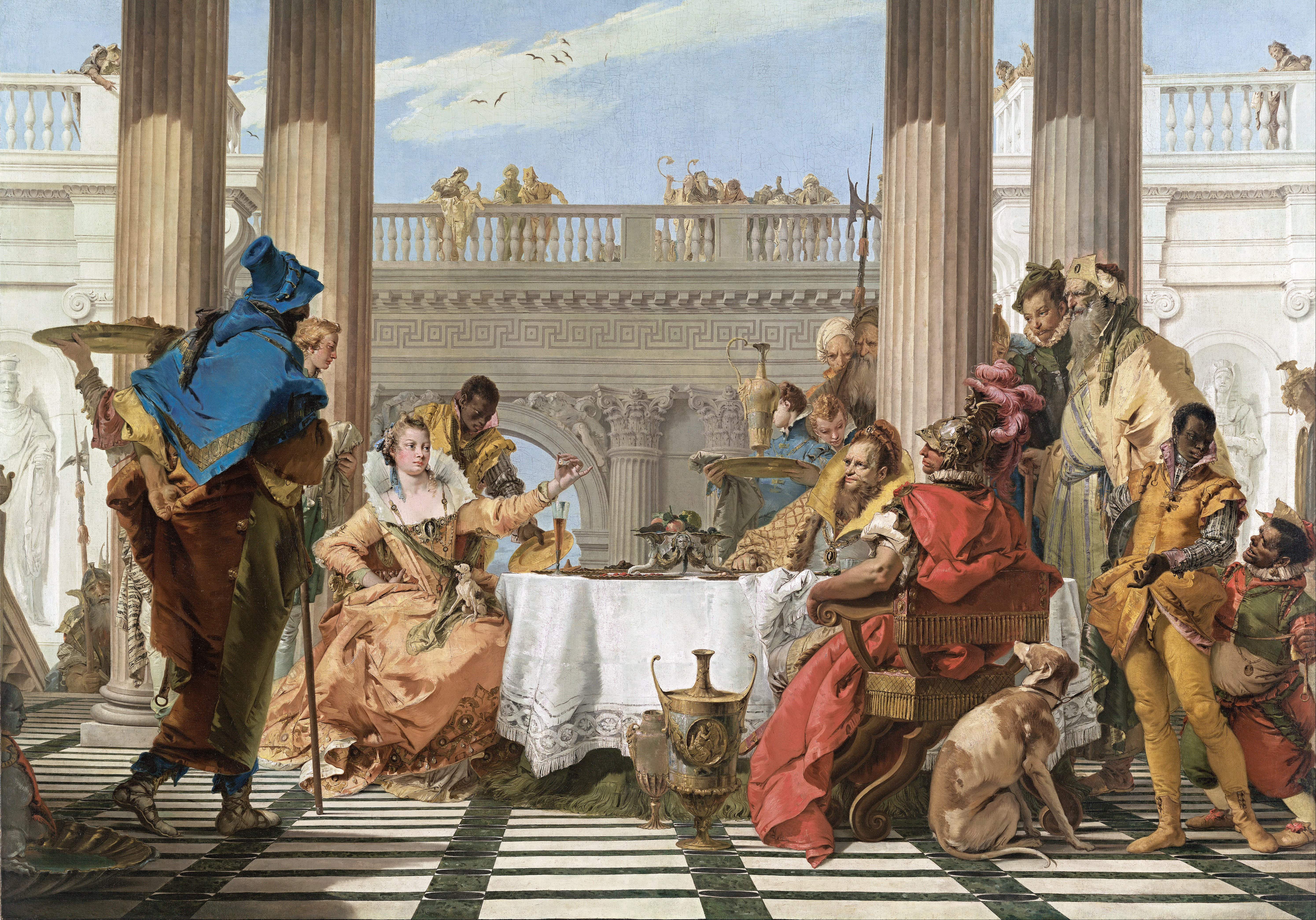
El banquete de Cleopatra (1744), de Giovanni Battista Tiepolo, expuesto en el National Gallery of Victoria, Melbourne.

En la era moderna Cleopatra se ha convertido en un icono de la cultura popular, una reputación que se ha formado por representaciones teatrales que se remontan al Renacimiento, así como por pinturas y películas. Este material supera ampliamente el alcance y el tamaño de la literatura historiográfica existente sobre ella desde la antigüedad clásica y ha tenido un mayor impacto en la opinión pública sobre Cleopatra que aquella. El poeta inglés del siglo XIV Geoffrey Chaucer, en The Legend of Good Women (La leyenda de las buenas mujeres), contextualizó a Cleopatra para el mundo cristiano de la Edad Media. Su representación de Cleopatra y Antonio, su deslumbrante caballero comprometido en el amor cortés, ha sido interpretada en los tiempos modernos como una sátira jocosa o misógina. Sin embargo, Chaucer destacó las relaciones de Cleopatra con solo dos hombres como una vida apenas seductora y escribió sus obras en parte como reacción a la representación negativa de Cleopatra en De mulieribus claris y De casibus virorum illustrium, obras en latín del poeta italiano del siglo XIV Giovanni Boccaccio. El humanista renacentista Bernardino Cacciante, en su Libretto apologetico delle donne de 1504, fue el primer italiano que defendió la reputación de Cleopatra y criticó la percepción moral y misógina de las obras de Boccaccio. Obras de historiografía islámica escritas en árabe abarcaron el reinado de Cleopatra, como la del siglo X Muruj adh-dhahab wa ma'adin al-jawhar (Los prados de oro y las minas de gemas), de Al-Masudi, aunque en ella se afirmaba erróneamente que Octavio murió poco después del suicidio de Cleopatra.
Cleopatra aparece en miniaturas de manuscritos iluminados, como su representación tendida junto a Antonio en una tumba de estilo gótico del miniaturista anónimo francés Maréchal de Boucicaut en 1409. En las artes visuales la representación escultórica de Cleopatra como figura independiente desnuda suicidándose comienza con los escultores del siglo XVI Baccio Bandinelli y Alessandro Vittoria. Entre los primeros grabados de Cleopatra figuran diseños de los artistas renacentistas Rafael y Miguel Ángel, así como xilografías del siglo XV en ediciones ilustradas de las obras de Boccaccio. La historiadora Ana Valtierra en su artículo Mitografía y manipulación iconográfica de la muerte de Cleopatra en la pintura occidental considera que, como una de las figuras históricas han tenido más repercusión y fama, cobró gran protagonismo en la pintura de los siglos XVI a XIX, pero la representación de su imagen se vio muy distorsionada por la visión fraudulenta creada por la campaña política llevada a cabo por Octavio.
En las artes escénicas, la muerte de Isabel I de Inglaterra en 1603 y la publicación alemana en 1606 de supuestas cartas de Cleopatra, inspiraron a Samuel Daniel a reformular y reeditar su obra de 1594 Cleopatra en 1607. Le siguió William Shakespeare, cuya tragedia Antonio y Cleopatra, basada en gran parte en Plutarco, se estrenó en 1608 y ofreció una visión un tanto procaz de Cleopatra en marcado contraste con su propia «Reina Virgen» de Inglaterra. Cleopatra también apareció en óperas, como Julio César en Egipto (1724), de Georg Friedrich Händel, que representó el romance de César y Cleopatra.

#### Edad Moderna, cine e imagen de marca

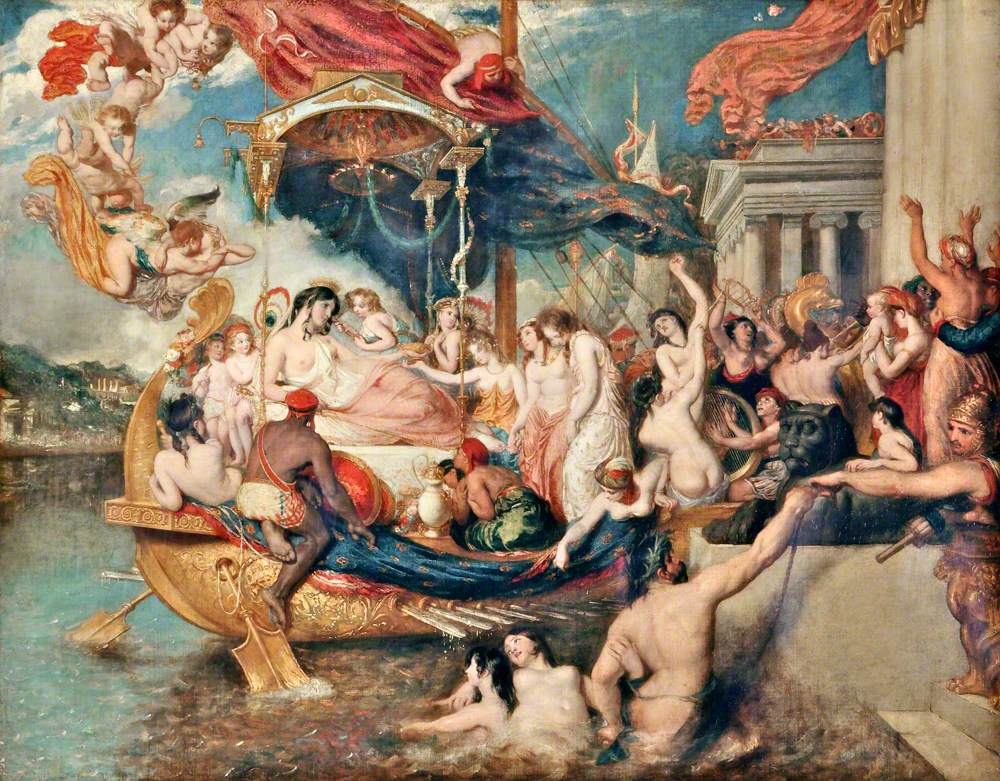
La llegada de Cleopatra a Cilicia (1821), de William Etty, expuesto en la Lady Lever Art Gallery de Port Sunlight, Inglaterra.

En la Gran Bretaña victoriana, Cleopatra estaba asociada a muchos aspectos de la antigua cultura egipcia y su imagen se utilizó para comercializar diversos productos para el hogar, como lámparas de aceite, litografías, postales y cigarrillos. La literatura de ficción de la época como Cleopatra (1889), de H. Rider Haggard, y Une nuit de Cléopâtre (Una noche de Cleopatra, 1838), del francés Théophile Gautier, describían a la reina como una oriental sensual y mística, mientras que Cleopatra (1894), del egiptólogo alemán Georg Ebers, se basaba más en la precisión histórica. El dramaturgo francés Victorien Sardou y el irlandés George Bernard Shaw pusieron en escena obras sobre Cleopatra, mientras que espectáculos burlescos como Antony and Cleopatra, de F. C. Burnand, ofrecían una imagen satírica relacionando a la reina y el entorno en el que vivía con la Edad Moderna. El Antonio y Cleopatra de Shakespeare fue considerado un canon literario en la época victoriana. Su popularidad llevó a la presunción de que la pintura de 1885 del neerlandés Lawrence Alma-Tadema representaba el encuentro de Antonio y Cleopatra en su barcaza de recreo en Tarso, aunque el propio Alma-Tadema reveló en una carta privada que retrataba un encuentro posterior de ambos en Alejandría. En su relato corto inacabado de 1825 Yegipetskiye nochi (Noches egipcias), Aleksandr Pushkin popularizó las afirmaciones del historiador romano del siglo IV Aurelio Víctor, hasta entonces prácticamente ignorado, de que Cleopatra se había prostituido entre hombres que pagaban por el sexo con sus vidas. Cleopatra también fue apreciada fuera del mundo occidental y del oriente medio, pues Yan Fu, erudito chino de la dinastía Qing, escribió una extensa biografía sobre ella.
Cléopâtre, de Georges Méliès, una obra de terror de cine mudo estrenada en 1899, fue la primera película que plasmó el personaje de Cleopatra. Las películas de Hollywood del siglo XX estuvieron influenciadas por los anteriores relatos victorianos, que contribuyeron a dar forma al personaje de la reina egipcia interpretado por Theda Bara en Cleopatra (1917), por Claudette Colbert en Cleopatra (1934) y sobre todo por Elizabeth Taylor en la accidentada, polémica y oscarizada Cleopatra que protagonizó junto a Richard Burton en el papel de Marco Antonio en 1963. Además de su imagen de reina «vampiresa», la Cleopatra de Bara también incorporó tropos familiares de la pintura orientalista del siglo XIX, como el carácter despótico, mezclado con una sexualidad femenina abierta y peligrosa. El papel representado por Colbert sirvió como modelo de glamur para vender productos de temática egipcia en los grandes almacenes en la década de 1930, dirigidos a las mujeres aficionadas al cine. Como parte de la producción de la película protagonizada por Elizabeth Taylor, las revistas femeninas de principios de la década de 1960 publicitaban cómo utilizar el maquillaje, la ropa, las joyas y los peinados para conseguir un aspecto «egipcio» similar a las reinas Cleopatra y Nefertiti. A finales del siglo XX había nada menos que cuarenta y tres películas relacionadas con Cleopatra, además de unas doscientas obras de teatro y novelas, cuarenta y cinco óperas y cinco ballets.

### Textos escritos
Mientras que los mitos sobre Cleopatra persisten en los medios de comunicación populares, aspectos importantes de su carrera pasan en gran medida desapercibidos, como su mando en las fuerzas navales, actos administrativos y publicaciones sobre la antigua medicina griega. Solo se conservan fragmentos de los escritos médicos y cosméticos atribuidos a Cleopatra, como los conservados por Galeno, como remedios para las enfermedades capilares, la calvicie y la caspa, junto con una lista de pesos y medidas con fines farmacológicos. Aecio de Amida le atribuye a Cleopatra una receta de jabón perfumado, mientras que Pablo de Egina conservó supuestas instrucciones suyas para teñir y rizar el cabello. Sin embargo, la atribución de ciertos textos a Cleopatra es cuestionada por Ingrid D. Rowland, quien destaca que la «Berenice llamada Cleopatra» citada por Metrodora, doctora romana del siglo III o IV, fue probablemente confundida por los eruditos medievales como referida a Cleopatra.

## Titulatura
| Titulatura | Jeroglífico | Transliteración (transcripción) - traducción - (referencias) |

| N29 · E23 | V4 | Q3 · X1 · D21 |

| N29 · E23 | V4 | Q3 · X1 · D21 |

| N29 · E23 | V4 | Q3 · X1 · D21 |

| N29 · E23 | V4 | Q3 · X1 · D21 |

| N29 · E23 | V4 | Q3 · X1 · D21 |

| N29 · E23 | V4 | Q3 · X1 · D21 |

| N29 · E23 | V4 | Q3 · X1 · D21 |

| N29 · E23 | V4 | Q3 · X1 · D21 |

| N29 · E23 | V4 | Q3 · X1 · D21 |

| N29 · E23 | V4 | Q3 · X1 · D21 |

| N29 · E23 | V4 | Q3 · X1 · D21 |

| N29 · E23 | V4 | Q3 · X1 · D21 |

| N29 · E23 | V4 | Q3 · X1 · D21 |

| N29 · E23 | V4 | Q3 · X1 · D21 |

| N29 · E23 | V4 | Q3 · X1 · D21 |

| N29 · E23 | V4 | Q3 · X1 · D21 |

| N29 · E23 | Z7 · Q3 | d · r | X1 · H8 | R8 | X1 · H8 | R7 · X1 | z · N36 |

| N29 · E23 | Z7 · Q3 | d · r | X1 · H8 | R8 | X1 · H8 | R7 · X1 | z · N36 |

| N29 · E23 | Z7 · Q3 | d · r | X1 · H8 | R8 | X1 · H8 | R7 · X1 | z · N36 |

| N29 · E23 | Z7 · Q3 | d · r | X1 · H8 | R8 | X1 · H8 | R7 · X1 | z · N36 |

| N29 · E23 | Z7 · Q3 | d · r | X1 · H8 | R8 | X1 · H8 | R7 · X1 | z · N36 |

| N29 · E23 | Z7 · Q3 | d · r | X1 · H8 | R8 | X1 · H8 | R7 · X1 | z · N36 |

| N29 · E23 | Z7 · Q3 | d · r | X1 · H8 | R8 | X1 · H8 | R7 · X1 | z · N36 |

| N29 · E23 | Z7 · Q3 | d · r | X1 · H8 | R8 | X1 · H8 | R7 · X1 | z · N36 |

| N29 · E23 | Z7 · Q3 | d · r | X1 · H8 | R8 | X1 · H8 | R7 · X1 | z · N36 |

| N29 · E23 | Z7 · Q3 | d · r | X1 · H8 | R8 | X1 · H8 | R7 · X1 | z · N36 |

| N29 · E23 | Z7 · Q3 | d · r | X1 · H8 | R8 | X1 · H8 | R7 · X1 | z · N36 |

| N29 · E23 | Z7 · Q3 | d · r | X1 · H8 | R8 | X1 · H8 | R7 · X1 | z · N36 |

| N29 · E23 | Z7 · Q3 | d · r | X1 · H8 | R8 | X1 · H8 | R7 · X1 | z · N36 |

| N29 · E23 | Z7 · Q3 | d · r | X1 · H8 | R8 | X1 · H8 | R7 · X1 | z · N36 |

| N29 · E23 | Z7 · Q3 | d · r | X1 · H8 | R8 | X1 · H8 | R7 · X1 | z · N36 |

| N29 · E23 | Z7 · Q3 | d · r | X1 · H8 | R8 | X1 · H8 | R7 · X1 | z · N36 |

| N29 · E23 | M17 | V4 | Q3 | G1 | d · D21 | X1 | G1 | H8 | \| \| |
|           |     |    |    |    |         |    |    |    |       |

|  |

| N29 · E23 | M17 | V4 | Q3 | G1 | d · D21 | X1 | G1 | H8 | \| \| |
|           |     |    |    |    |         |    |    |    |       |

|  |

| N29 · E23 | M17 | V4 | Q3 | G1 | d · D21 | X1 | G1 | H8 | \| \| |
|           |     |    |    |    |         |    |    |    |       |

|  |

| N29 · E23 | M17 | V4 | Q3 | G1 | d · D21 | X1 | G1 | H8 | \| \| |
|           |     |    |    |    |         |    |    |    |       |

|  |

| N29 · E23 | M17 | V4 | Q3 | G1 | d · D21 | X1 | G1 | H8 | \| \| |
|           |     |    |    |    |         |    |    |    |       |

|  |

| N29 · E23 | M17 | V4 | Q3 | G1 | d · D21 | X1 | G1 | H8 | \| \| |
|           |     |    |    |    |         |    |    |    |       |

|  |

| N29 · E23 | M17 | V4 | Q3 | G1 | d · D21 | X1 | G1 | H8 | \| \| |
|           |     |    |    |    |         |    |    |    |       |

|  |

| N29 · E23 | M17 | V4 | Q3 | G1 | d · D21 | X1 | G1 | H8 | \| \| |
|           |     |    |    |    |         |    |    |    |       |

|  |

| N29 · E23 | M17 | V4 | Q3 | G1 | d · D21 | X1 | G1 | H8 | \| \| |
|           |     |    |    |    |         |    |    |    |       |

|  |

| N29 · E23 | M17 | V4 | Q3 | G1 | d · D21 | X1 | G1 | H8 | \| \| |
|           |     |    |    |    |         |    |    |    |       |

|  |

| N29 · E23 | M17 | V4 | Q3 | G1 | d · D21 | X1 | G1 | H8 | \| \| |
|           |     |    |    |    |         |    |    |    |       |

|  |

| N29 · E23 | M17 | V4 | Q3 | G1 | d · D21 | X1 | G1 | H8 | \| \| |
|           |     |    |    |    |         |    |    |    |       |

|  |

| N29 · E23 | M17 | V4 | Q3 | G1 | d · D21 | X1 | G1 | H8 | \| \| |
|           |     |    |    |    |         |    |    |    |       |

|  |

| N29 · E23 | M17 | V4 | Q3 | G1 | d · D21 | X1 | G1 | H8 | \| \| |
|           |     |    |    |    |         |    |    |    |       |

|  |

| N29 · E23 | M17 | V4 | Q3 | G1 | d · D21 | X1 | G1 | H8 | \| \| |
|           |     |    |    |    |         |    |    |    |       |

|  |

| N29 · E23 | M17 | V4 | Q3 | G1 | d · D21 | X1 | G1 | H8 | \| \| |
|           |     |    |    |    |         |    |    |    |       |

|  |

## Sucesión
| Predecesor: Ptolomeo XII Neo Dioniso | Reina-Faraona de Egipto (Dinastía ptolemaica) (52-30 a. C.) como corregente Ptolomeo XII Neo Dioniso (52-51 a. C.), Ptolomeo XIII Teos Filopátor (51-47 a. C.), Ptolomeo XIV Teos Filopátor II (47-44 a. C.) y Ptolomeo XV César (44-30 a. C.) | Sucesor: Augusto (Conquista romana de Egipto) |